# Říjnová revoluce
Říjnová revoluce, známá též jako bolševická revoluce nebo (podle samotných komunistů) Velká říjnová socialistická revoluce, zkráceně VŘSR či Velký říjen, byla druhá fáze ruské revoluce roku 1917, následující po Únorové revoluci. Krajní levice vedená bolševiky v čele s V. I. Leninem získala moc svržením středově liberální Prozatímní vlády, v níž byla zastoupena jen umírněná levice, zejména socialisté-revolucionáři („eseři“) a sociální demokraté („menševici“).  Bolševici, v té době oficiálně nazývaní Sociálně demokratická dělnická strana Ruska (bolševiků), byli přímými předchůdci pozdější Komunistické strany Sovětského svazu. Brzy potlačili své dosavadní levicové spojence, vyhráli následující občanskou válku a založili Sovětský svaz, první stabilní komunistický režim světa, který se později stal supervelmocí. Datum svržení vlády 25. října 1917 odpovídá juliánskému kalendáři platnému v Rusku, později zrušenému novou bolševickou vládou. Pro zbytek světa začaly události 7. listopadu 1917 podle gregoriánského kalendáře.
Prozatímní vláda trvala na pokračování velmi nepopulární účasti Ruska na první světové válce, což bránilo provádění hlubokých reforem požadovaných občany. To způsobilo, že bolševický program, vyjádřený hesly „Mír, chléb a půda“ a „Všechnu moc sovětům“ (tj. lidovým radám), na podzim roku 1917 rychle získával příznivce. Hospodářská krize, která se v létě prohloubila, hrozba nasazení na frontu pro vojáky hlavního města, rozčarování z nedostatečnosti vládních reforem a podpora Prozatímní vlády většinou ostatních stran zvýhodňovala bolševiky, kteří v hlavním městě Petrohradu rozpoutali intenzivní propagandistickou kampaň. Nižší třídy ve městě se odmítaly obětovat pokračováním ve válce a tolerováním koaliční vlády za účasti pravicové Konstitučně demokratické strany („kadetů“) po Kornilovově puči. Navzdory zjevné slabosti Prozatímní vlády se několik dní před plánovanou revolucí ukázalo, že obyvatelé odmítnou ozbrojené povstání samotných bolševiků proti Prozatímní vládě, jaké chtěl Lenin. Proto bylo rozhodnuto přijmout méně riskantní postup, který prosazoval hlavně Lev Trockij a který spočíval v převzetí moci během připravovaného Druhého sjezdu sovětů: Moc na sebe strhne Petrohradský sovět, nikoli strana, a jakýkoli odpor vlády bude pak vypadat jako kontrarevoluce. Vláda zatím poslala část vojenské posádky na blízkou frontu, a tím podnítila revoluci.
Nový Petrohradský vojenský revoluční výbor, který hájil své kroky jako obranu proti kontrarevoluci a který v praxi řídili bolševici, rychle převzal kontrolu nad posádkovými jednotkami. Mezi vládou a Výborem došlo k několika nekrvavým střetům o ovládnutí strategických bodů hlavního města, které skončily vítězstvím Výboru a izolací vlády, jíž se stěží podařilo získat vojenskou pomoc. Pak konečně došlo k přímému útoku na vládu, který Lenin požadoval už týdny a který skončil zajetím téměř celé Prozatímní vlády v noci 25. říjnajul./ 7. listopadu 1917greg., kdy již zasedal Druhý sjezd sovětů. Opuštění sjezdu umírněnými socialisty na protest proti akci bolševiků usnadnilo vytvoření vlády (Sovnarkomu) výlučně z bolševiků. Následující vyjednávání o vytvoření koaliční vlády z různých socialistických stran zkrachovala na neústupnosti jednotlivých frakcí. Pokus opozice o povstání proti bolševikům v hlavním městě ani pochod vojsk z fronty na Petrohrad se nezdařily. Moc nové vlády se po celé zemi šířila ve fázích doprovázených vážnými střety v některých oblastech, jako byla Moskva. Vojenská slabost opozice a popularita prvních opatření bolševiků však pomáhala Leninovi a jeho straníkům. Nejradikálnější opozice vůči bolševickému puči byla neoblíbená a umírněná strana se nedokázala prosadit v institucích nového režimu – kvůli rozpuštění Ústavodárného shromáždění v lednu 1918 a vyloučení socialistů ze sovětů následujícího jara brzy propukla občanská válka.

## Pozadí
V létě 1914 vypukla první světová válka a carské Rusko do ní vstoupilo jako součást Trojdohody na straně Francie a Velké Británie proti Ústředním mocnostem Německu, Rakousku-Uhersku a jejich spojencům. Válečné útrapy vyvolaly v Rusku napětí, jež počátkem roku 1917 vyústilo v Únorovou revoluci, která svrhla monarchii, ale nedokázala ukončit válku, hlavní příčinu nespokojenosti obyvatel. Do vzniku připravovaného Všeruského ústavodárného shromáždění měla zemi řídit Prozatímní vláda, jejímž posledním předsedou byl středolevicový právník Alexandr Fjodorovič Kerenskij. Dění v Rusku výrazně ovlivňovaly také rady pracujících a vojáků, zvané sověty, z nichž nejdůležitější byl Petrohradský sovět dělnických a vojenských delegátů. Původně v sovětech převažoval vliv demokratické levice, zejména Strany socialistů-revolucionářů („eserů“), k nimž patřil Kerenský, a umírněné frakce sociální demokracie, tzv. menševiků, ale postupně rostl vliv radikálů odštěpených jak od sociální demokracie, nazývaných bolševici, tak od eserů, zvaných levých eserů.
Na podzim roku 1917 politickou situaci vyhrotil neúspěšný puč generála Kornilova a dále se zhoršila hospodářská situace Ruska. V hlavním městě Petrohradě byla vysoká nezaměstnanost, nedostatek paliva i jídla a inflace. Pro většinu obyvatel se životní podmínky zhoršily, zatímco se zdálo, že vláda se omezuje jen na administrativní opatření. Během krize klesla popularita premiéra Kerenského: pravice tvrdila, že zradil Kornilova, zatímco levice a petrohradský lid ho považovali za spoluviníka Kornilovova kontrarevolučního puče. Kornilovova porážka prospěla hlavně bolševikům; a veřejné mínění bylo nakloněno vzniku nové vlády opřené o sověty, která by spojila různé socialistické proudy včetně bolševiků, což se projevilo v nesčetných rezolucích schválených po porážce Kornilova.

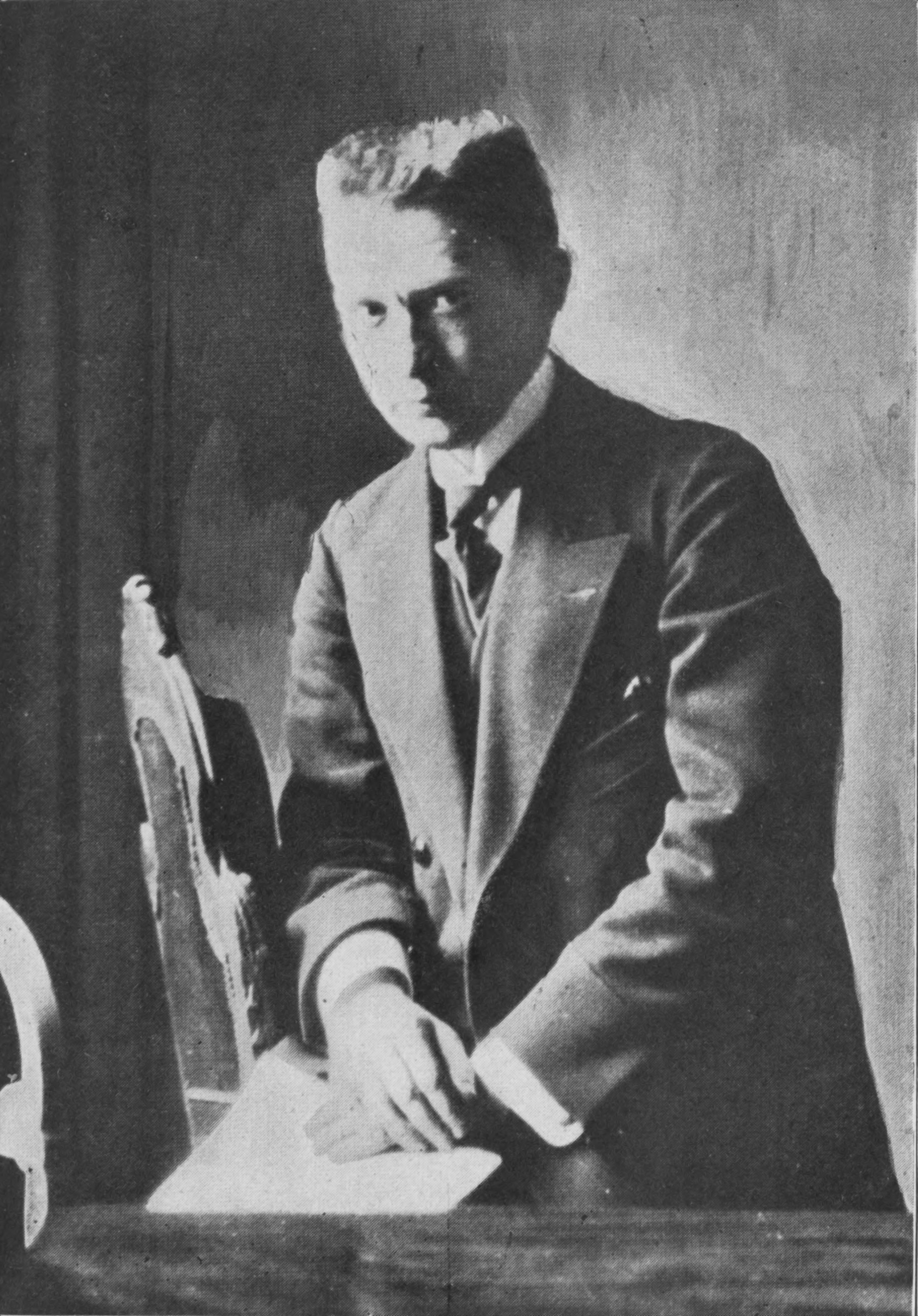
Premiér Alexandr Fjodorovič Kerenskij

Radikalizace mas se odrazila ve ztrátě moci umírněných politiků nad hlavními sověty země: Moskevský sovět ovládli bolševici 5. záříjul./ 18. září 1917greg. a petrohradský následoval 25. záříjul./ 8. října 1917greg. po opakovaných porážkách umírněných v různých hlasováních. Bolševický politik Lev Davidovič Trockij, nedávno propuštěný z vězení, se stal předsedou sovětu hlavního města. Více než sto sovětů z celé země žádalo, aby Všeruský ústřední výkonný výbor – stále pod kontrolou eserů a menševiků – převzal moc, zatímco v jiných významných lokalitách ovládli bolševici místní sověty. Baltské loďstvo, jež bylo velmi blízko od hlavního města, odmítlo uznávat Kerenského. Rolníci v oblasti Petrohradu si zvolili bolševického delegáta pro připravovaný předparlament (Prozatímní radu Ruské republiky). Ve velkých městech značně vzrostla podpora bolševiků.
Předparlament se sešel krátce poté, aby diskutoval o tom, jaká vláda by měla nahradit nouzový kabinet (direktorium) vytvořený Kerenským po Kornilovově puči. Bolševici prosazovali konec koalic s buržoazními stranami a vytvoření nového, výhradně socialistického kabinetu; tuto pozici zastávali Kameněv a Trockij. I přes rozdíly mezi nimi – Trockij vnímal novou vládu jako první krok k přenesení moci na sověty, zatímco Kameněv jako způsob, jak zajistit konání Ústavodárného shromáždění – oba stále spoléhali na možnost prohloubit revoluci mírovými prostředky. Tento postoj, původně podporovaný vůdcem bolševiků Leninem, byl vážně ohrožen náhlou změnou Leninova postoje, jež se 15. záříjul./ 28. září 1917greg. promítla do dvou dopisů adresovaných ústřednímu výboru bolševické strany, ve kterých Lenin odmítl umírněnost a požadoval okamžité povstání. Ústřední výbor, překvapený novým postojem, se rozhodl požadavky Lenina ignorovat, aby nebyla podkopána shoda levice nastolená spoluprací socialistů během konfrontace s Kornilovem.
Aby zlomil opozici většiny bolševického ústředního výboru, jež nechtěla přijmout požadavek na povstání a uchopení moci, Lenin hrozil odstoupením z výboru, což však nemělo na postoj ostatních členů žádný vliv. V polovině října Lenin zintenzívnil svou kampaň za okamžité převzetí moci, a to jak uvnitř strany, tak u obyvatelstva. Vydal několik spisů, ve kterých zdůvodňoval svůj postoj vnitrostátní i mezinárodní situací (zvýšená podpora bolševiků, rozmach revolučních nálad na venkově, nepokoje v německé armádě atd.).
Předparlament nakonec umožnil Kerenskému vytvořit novou vládu s konstitučními demokraty a dalšími liberálními frakcemi. To Lenina přimělo, aby znovu přehodnotil svůj názor. Pokus předparlamentu utvořit socialistickou vládu selhal, a tak se naděje většiny bolševického ústředního výboru upřela na příští sjezd sovětů. Největší radikálové doufali, že by sjezd mohl přenést moc na krajně levicovou vládu, která by rychle zavedla radikální opatření. Pro umírněnější bolševiky by nová prozatímní vláda zaručila volby do Ústavodárného shromáždění a jeho konání. Petrohradský sovět nazval nový kabinet „vládou pro občanskou válku“, odmítl mu poskytnout jakoukoli podporu a oznámil, že příští sjezd sovětů vytvoří kabinet nový a „opravdu revoluční“. Bolševici předparlament opustili a začali agitovat ve prospěch vytvoření nové vlády a proti Kerenskému a jeho příznivcům.

## Přípravy

### Rozhodnutí ústředního výboru a nedostatky organizace
Navzdory Leninovu přání okamžitého uchopení moci bolševickou stranou po zprávách o postoji dělníků a vojáků, podporujících přenesení moci na sověty, ale nikoliv pouze na stranu, bolševické vedení zaměřilo své úsilí na Druhý sjezd sovětů s přáním předat vládní moc jemu. Hlavním zastáncem tohoto názoru byl Trockij, a dokonce i v ústředním výboru nemalá část, vedená Kameněvem a Zinovjevem, s obavami sledovala snahu Lenina vyvolat povstání. Tento proud se domníval, že situace není k ozbrojenému povstání příznivá a raději se spoléhal na sověty a na budoucí ústavodárné shromáždění, že budou pokračovat v revoluci. Také věřil, že po státním převratu by se proti nové vládě spojila celá buržoazie a že by povstalci nebyli schopni vojensky čelit Německu a nemohli by se spoléhat na silnější podporu světového proletariátu. Přestože Lenin nakonec prosadil svůj názor, že je potřeba začít povstání, nebylo stanoveno datum a ústřední výbor byl velmi rozdělen.
Aby Lenin ospravedlnil svůj záměr okamžitě začít s povstáním, předkládal různá odůvodnění: blížící se podepsání míru mezi stranami Velké války (tedy dohody mezi imperialistickými mocnostmi, jak to vnímal); že se Kerenskij chystá vydat hlavní město Němcům; že se připravuje další pravicový převrat, jako byl Kornilovův; nebo že triumf ruské a světové revoluce by mohl být dosažen jen po malém boji. Situace Prozatímní vlády byla opravdu velmi vážná a rychle ztrácela autoritu; vojenská situace na severní frontě u hlavního města byla katastrofická a Kerenskij neměl žádné záruky loajality městské posádky. Nedostatek pohonných hmot a potravin způsobil růst inflace. Dosavadní apatie populace by se mohla snadno proměnit v rebelii a vláda se nemohla spoléhat na účinnou podporu Všeruského ústředního výkonného výboru, izolovaného od mas. Petrohradský sovět byl již v rukou bolševiků, které vedl Trockij.
24. záříjul./ 7. října 1917greg. se bolševici rozhodli soustředit na získání co největšího počtu sovětů, ovládaných od jara umírněnými socialisty, a to prostřednictvím právě probíhajících voleb. Podobnou strategii přijali i leví eseři, tehdy spojenci bolševiků. Mobilizace sil radikálních levicových stran v předvečer sjezdu sovětů nastala zčásti kvůli přetrvávajícím pověstem o možné kontrarevoluci nebo zrušení sjezdu, jehož svolání umírnění socialisté přijali jen neochotně. 7. říjnajul./ 20. října 1917greg. se Lenin vrátil z Finska do hlavního města a bolševici opustili předparlament. Trockij přijal zásadní rozhodnutí: rozhodl se, že využije pověsti o tom, že dočasná vláda chce opustit hlavní město, aby vysvětlil ovládnutí vojenské posádky hlavního města a rozdání zbraní dělníkům jako obranná opatření proti nepřátelům revoluce, vnějším (Němci) i vnitřním (kontrarevoluce). O čtyři dny později Trockij vyhlásil svá podezření na sjezdu sovětů severní oblasti s úmyslem získat na svou stranu vojáky rozmístěné kolem hlavního města. Na tomto sjezdu byla zřejmá ohromná podpora bolševiků z blízkosti hlavního města a vojáků umístěných v okolí Petrohradu. Mezitím bolševici, kteří nesouhlasili s povstáním, rozběhli kampaň, která měla lidem vysvětlit jejich důvody.

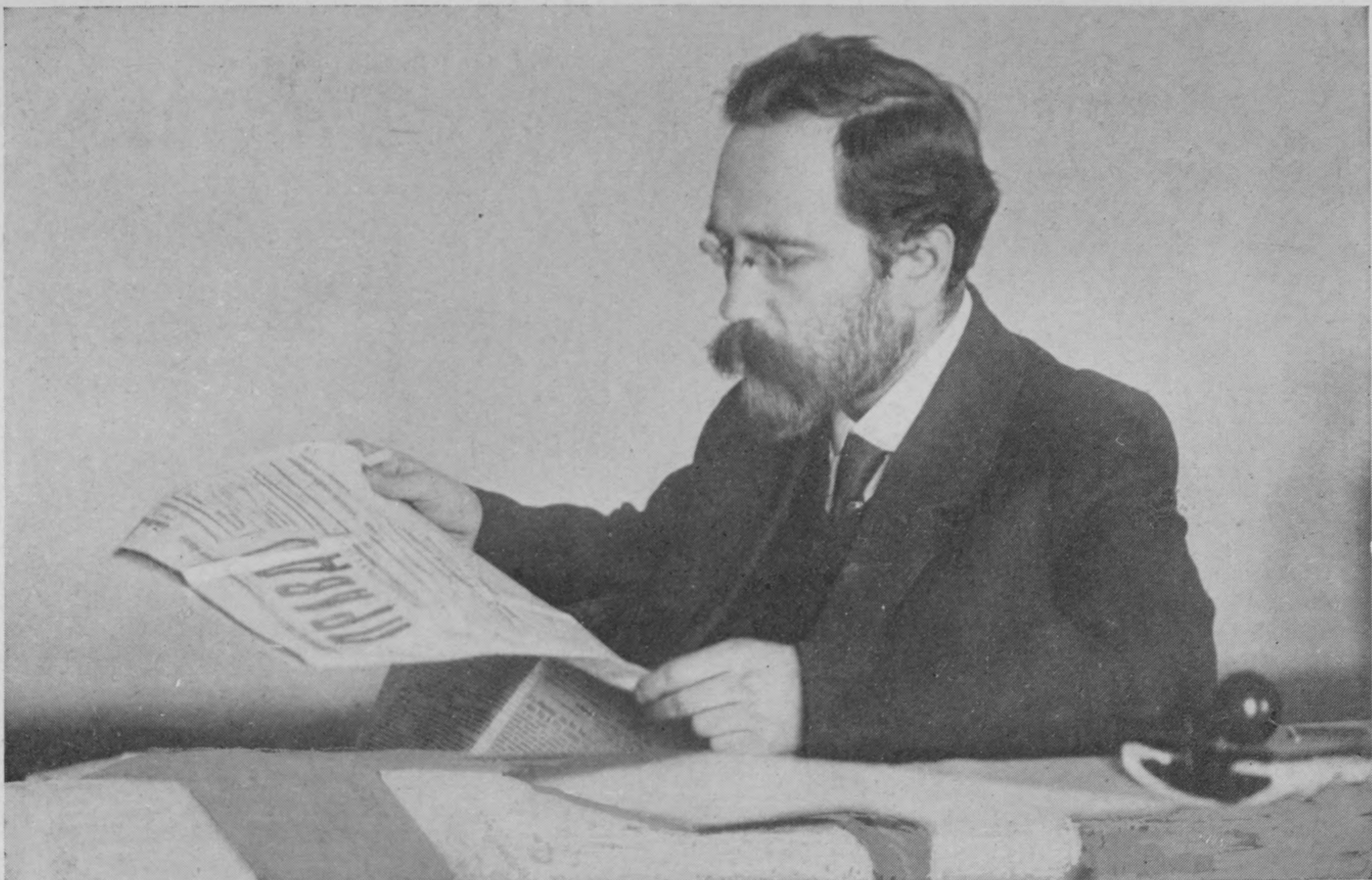
Lev Kameněv, hlava umírněné frakce bolševiků, si čte noviny Pravda

Lenin se setkal s bolševickým ústředním výborem 10. říjnajul./ 23. října 1917greg. a podařilo se mu prosadit názor o potřebě ozbrojeného povstání proti vládě, ale ne ke konkrétnímu termínu před Sjezdem sovětů. Rozhodnutí bylo nejednoznačné a spíš zdůraznilo rozdíly mezi Leninovými radikály a umírněným směrem Kameněva. Ve dnech následujících po zasedání ústředního výboru nebyla prováděna žádná příprava na okamžité povstání a bolševické kádry ani nebyly připraveny k tomu, aby ji prováděly, kvůli nedostatku organizace a vedení. Neexistoval žádný plán na ovládnutí komunikačních a dopravních sítí a Rudé gardy, které byly stále víc na straně bolševiků, ani neměly v hlavním městě jednotné velení.
12. říjnajul./ 25. října 1917greg. výkonný výbor Petrohradského sovětu schválil vytvoření orgánu, který měl koordinovat obranu nadcházejícího sjezdu sovětů, Vojenského revolučního výboru. Měl být složen ze zástupců sovětu, zástupců loďstva, odborů, továrních výborů, vojenských organizací různých stran v sovětu, dělnických milicí a dalších organizací. Zasedání zástupců jednotek petrohradské posádky bylo také svoláno na následující dny. Výbor nebyl kruhem spiklenců, ale oficiálním orgánem Petrohradského sovětu. Umírnění socialisté Výbor brzy opustili, což usnadnilo jeho ovládnutí extremisty a zejména bolševiky.
Čtyři dny před předpokládaným zahájením sjezdu sovětů, 16. říjnajul./ 29. října 1917greg., se konalo další zasedání ústředního výboru, jež potvrdilo rozhodnutí o uchopení moci navzdory tvrdé opozici umírněných; Kameněv hrozil, že odstoupí, a k Leninově nelibosti spolu se Zinovjevem začali veřejně projevovat svůj opoziční názor. Nevyhnutná příprava na uskutečnění převratu proti Prozatímní vládě však stále nezačala. Většina vedení strany i rezoluce dělníků a vojáků, které nepřestávaly docházet, nadále hodlaly předat moc sjezdu sovětů. Leví eseři a podobně i menševici internacionalisté se také připravovali během sjezdu vytvořit novou socialistickou vládu složenou z různých stran, ale stavěli se proti okamžitému převzetí moci. Téhož dne Trockij potvrdil zprávu, která se před několika dny objevila v některých novinách: „Říká se o nás, že připravujeme organizaci, aby se chopila moci. Není to žádné tajemství.“
Konečný cíl činnosti Petrohradského sovětu vytyčil sám Trockij: sjezd sovětů se měl chopit vládní moci, vyhlásit okamžité příměří a rozdat půdu rolníkům. Podle Lenina však moc bylo třeba převzít před sjezdem a úlohou sjezdu mělo být jen její přijetí.
Rozhodnutí umírněných socialistů odložit kongres o pět dní pro nepřítomnost delegátů v hlavním městě bylo rozhodující: umožnilo bolševikům, aby se zorganizovali k převzetí moci a zmařili pokus Kerenského před sjezdem odzbrojit radikály. Zpoždění bylo zčásti také důsledkem projevů vnitřních rozporů v bolševické straně, takže umírnění socialisté doufali, že na sjezdu vznikne většina, která se postaví proti Leninově pozici.

### Přípravy Prozatímní vlády

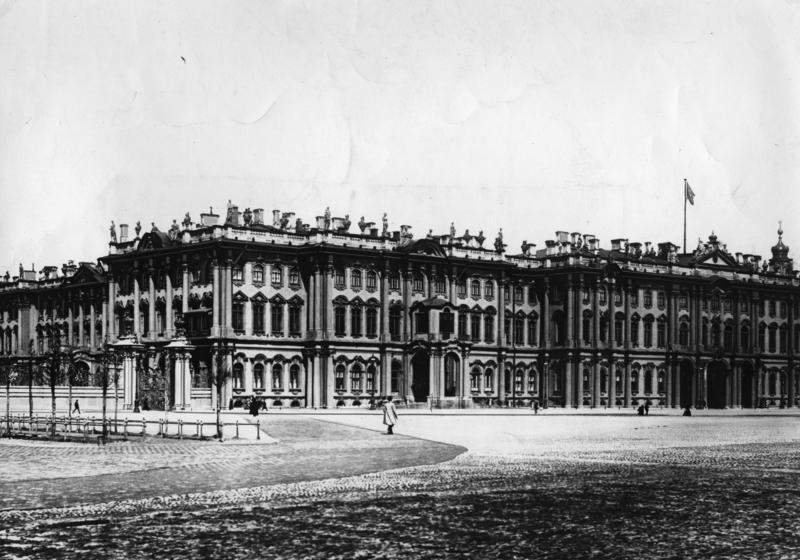
Zimní palác, sídlo Prozatímní vlády

Uzavřená schůze kabinetu v noci 4. říjnajul./ 17. října 1917greg. řešila vojenské ohrožení hlavního města po okupaci baltských ostrovů poblíž Estonska nepřítelem. Ministr sociálních věcí konstituční demokrat Nikolaj Kiškin navrhl přenesení hlavního města do Moskvy a začlenění Petrohradu do frontové oblasti. Návrh socialisté kritizovali, protože by snížil vliv Petrohradského sovětu a Celoruského ústředního výkonného výboru na vládu a na budoucí ústavodárné shromáždění. Tváří v tvář kritice se kabinet rozhodl nepřijmout návrh, pokud by nebyl schválen předparlamentem. Diskuse unikla ve zkreslené podobě na veřejnost, takže se lidé domnívali, že se vláda snaží použít Němce k rozdrcení revoluce, a tuto fámu použili bolševici ve svůj prospěch. Vláda ve skutečnosti nikdy neměla v úmyslu vydat město nepříteli; chtěla využít jeho blízkost, aby se zbavila revoltujících částí vojenské posádky, ačkoli vojenští velitelé nevěřili tomu, že Němci město opravdu ohrožují.
Dne 9. říjnajul./ 22. října 1917greg. vojenské velitelství v hlavním městě nařídilo odchod třetiny jednotek městské posádky na frontu (a to z politických důvodů, protože velitel severní fronty o posily z hlavního města nestál). Jednotky posádky pak odmítly Prozatímní vládu a vyhlásily loajalitu Petrohradskému sovětu. Vojáci, kteří byli nevěrnější během potlačení bolševického červencového povstání, včetně kozáků, zůstali neutrální nebo se přidali k sovětům. Vzhledem k přetrvávajícím fámám o dalším převratu pravice, které povzbuzovala prohlášení Michaila Rodzjanka požadující přenechání hlavního města Němcům a vzpomínky na podobný rozkaz Kornilova během jeho neúspěšného puče, rozkaz vojenského velitelství alarmoval Petrohradský sovět, který začal připravovat protiopatření.
13. říjnajul./ 26. října 1917greg. se Kerenskij objevil v předparlamentu, aby popřel fámy tvrdící, že připravuje přenesení hlavního města. Krátce se sešla vláda a rozhodla se apelovat na obyvatelstvo, aby nepodporovalo akce bolševiků a nechalo vládu konat. Vláda přitom doufala, že bude mít potřebnou sílu, což vyplývalo ze zprávy plukovníka Polkovnikova, nedávno jmenovaného vojenského velitele hlavního města.
Kerenskij pak navštívil frontu a byl nepřítomen od 14. říjnajul./ 27. října 1917greg. do 17. říjnajul./ 30. října 1917greg.. Vláda se mezitím stále více obávala možnosti bolševického povstání, ačkoli vojenští velitelé hlavního města ji stále ujišťovali, že byla přijata náležitá protiopatření. Kiškin byl přesvědčen, že vláda má dostatečnou sílu, aby rozdrtila možné bolševické povstání, ale nepodnikal preventivní opatření. Místopředseda vlády Alexandr Konovalov se rozhodl požádat o posily z vojenských škol Oranienbaum a Peterhof, dělostřelectvo z dělostřelecké školy hlavního města a o vyslání praporu cyklistů do Zimního paláce, aby posílili jeho obranu. Konovalov pak přesvědčil Kerenského, aby přijel do hlavního města a zúčastnil se schůze vlády, na níž byli ministři obrany a vnitra přesvědčeni, že rozdrtí jakoukoli vzpouru. Sám Kerenskij vyjádřil touhu, aby bolševici povstali, aby je bylo možné rozdrtit. Následující noc další schůze vlády schválila uplatnění nových opatření k potlačení možného povstání, které Kerenskij dojednal s vojenskými veliteli hlavního města. V době původního termínu zahájení sjezdu sovětů kozáci v noci hlídali město před možným povstáním a obrana Zimního paláce byla posílena. Rada ministrů vydala také několik prohlášení vyzývajících obyvatelstvo k udržení klidu. Kerenskij oznámil jak britskému velvyslanci, tak předparlamentu, že je schopen čelit bolševikům. V Kaluze u Moskvy dostali kozáci rozkaz rozpustit místní sovět a byl obnoven příkaz k zadržení Lenina. Všechna tato opatření měla silnou podporu menševiků a eserů v Celoruském ústředním výkonném výboru.
Pokus ústředního výkonného výboru získat podporu vojenských jednotek posádky pro vládu selhal: jednotky vyslaly delegáty na jednání s plukovníkem Polkovnikovem, ale zástupci ústředního výkonného výboru nepřesvědčili delegáty, aby podpořili vládu proti sovětu. Ve dnech před bolševickým povstáním se nedařilo zastavit oslabování Kerenského vlády.
Přípravy vlády byly dokončeny 20. říjnajul./ 2. listopadu 1917greg. vysláním jednotky čtyřiceti cyklistů do Zimního paláce a zasláním žádosti velitelům frontových jednotek, aby nahradili vojáky, kteří jsou považováni za blízké bolševikům. Vládní plán zahrnoval ovládnutí důležitých budov hlavního města, centra města a mostů, které umožňovaly přístup z předměstí.

### Předvečer Druhého sjezdu sovětů
21. říjnajul./ 3. listopadu 1917greg. konference jednotek petrohradské posádky, kterou uspořádal Petrohradský revoluční vojenský výbor (VRV), potvrdila větší věrnost jednotek petrohradskému sovětu než vládě. Revoluční nálada konečně povzbudila Revoluční vojenský výbor a Petrohradský sovět, aby se snažily ujmout se moci, podepsat mír, zajistit zásobování obyvatelstva potravinami a schválit agrární reformu. Týž večer poslal VRV zprávu vojenskému veliteli hlavního města plukovníku Polkovnikovovi, že všechny následující rozkazy musejí být schváleny VRV, na což velitel odmítl přistoupit. Proto VRV následujícího dne informoval jednotky městské posádky o nebezpečí hrozící kontrarevoluce a o tom, že všechny rozkazy by měly být schváleny VRV. Pak začal posílat své vlastní komisaře do hlavních vojenských jednotek Petrohradu, a tím zajistil kontrolu nad posádkou, která odmítala vládu. Jednotky byly obvykle novými komisaři VRV nadšeny, často šlo o bolševiky nedávno propuštěné z vězení. VRV také nařídil arzenálům, aby nevydávaly zbraně nebo střelivo bez jeho svolení.
22. říjnajul./ 4. listopadu 1917greg. v hlavním městě probíhaly demonstrace; byl vyhlášen „den Petrohradského sovětu“ a bolševici i leví eseři se s velkým úspěchem snažili mobilizovat obyvatelstvo ve prospěch předání moci sovětům. Řečníci vyslaní k plukům VRV vyvolávali nespokojenost s vládou. Ve městě bylo cítit napětí kvůli možným střetům mezi demonstranty a kozáky, kteří svolali vlastenecký pochod na připomenutí osvobození Moskvy z Napoleonových rukou. Některé jednotky se mobilizovaly a rozhodly se zůstat v pohotovosti až do začátku sjezdu sovětů. Některé jednotky rudých gard byly rovněž v pohotovosti. Náčelník štábu vojenské oblasti hlavního města generál Jakov Bagratuni požádal severní frontu, aby připravila několik vojenských jednotek pro okamžité odeslání do Petrohradu, avšak komisař frontu Vojtinskij odpověděl, že takový krok je nemožný, aniž by se vojákům vysvětlilo, nač se připravují. Kerenskij krátce poté marně zopakoval stejnou žádost.
Druhý den VRV oznámil opatření směřující k ovládnutí posádky a strategických bodů hlavního města údajně na obranu revoluce. Po dni debat se Petropavlovská pevnost konečně rozhodla podřídit vedení VRV. Arzenál pevnosti dovolil VRV vyzbrojit mnoho rudých gardistů. Autorita vojenských velitelů města stále klesala.
Vláda byla stále přesvědčena, že má dostatek věrných vojáků k rozdrcení možného povstání, ačkoli několik dní předtím ministr vnitra připustil, že není dostatečně silný k přímému útoku na levicové radikály. Ovšem aktivity VRV, přípravy rudých gardistů a projevy podpory převzetí moci sověty vedly vládu ke snaze získat vojenskou posilu ze severní fronty. Vzhledem k blízkému zahájení Druhého sjezdu sovětů, od něhož se čekalo její odstranění a převzetí moci, se vláda rozhodla pokusit provést preventivní opatření. V noci23. říjnajul./ 5. listopadu 1917greg. Kerenskij navrhl pozatýkat VRV, ale kabinet schválil pouze stíhání některých členů, zastavení dvou bolševických novin a posílení obrany Zimního paláce, což byla nepatrná a nedostatečná opatření, která však rozpoutala konfrontaci a jako údajně „kontrarevoluční“ činy poskytla záminku, kterou očekávali protivníci vlády. Kerenskij dále nařídil Bagratunimu, aby předložil VRV ultimátum: má zrušit svůj příkaz k ovládnutí posádky, nebo budou přijata veškerá opatření, která vláda bude považovat za nutná k obnovení pořádku. Večer se VRV pod vlivem umírněných členů Petrohradského sovětu rozhodla přijmout Kerenského ultimátum, ale tento ústupek se ukázal marný.

### Rozložení sil a postoj posádky

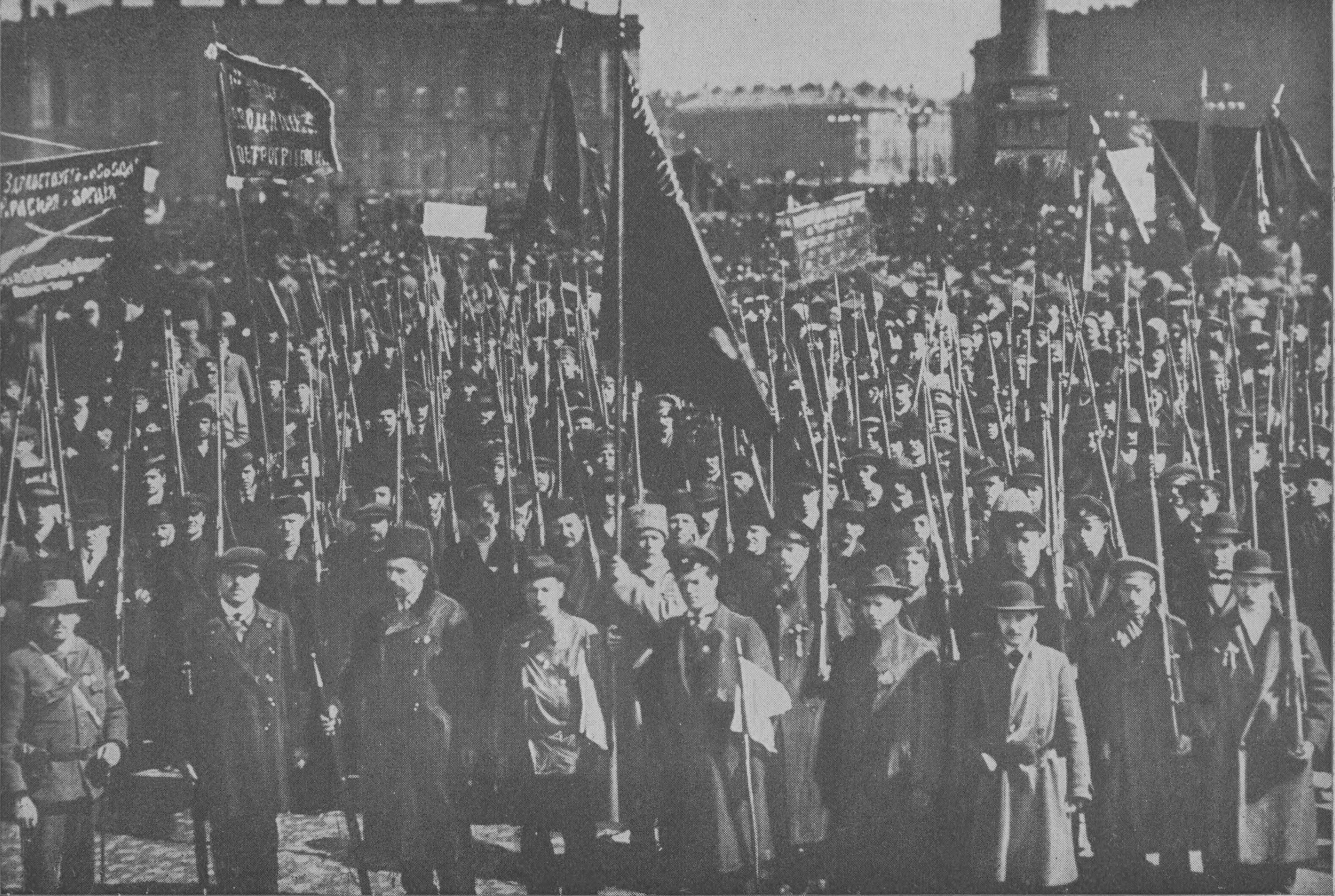
Petrohradské rudé gardy

Vláda se spoléhala hlavně na studenty důstojnických škol (kadety čili junkery) a tři pluky kozácké jízdy umístěné v Petrohradu; bolševici se opírali o rudé gardy (početné a odhodlané, ale nezkušené), námořníky (nečetné) a vojáky (zkušené a velmi početné, ale většinou pasivní). Bolševici se snažili vlichotit mužstvu stopadesátitisícové městské posádky, přičemž jim pomáhala nechuť vojáků odjet na frontu, jak si přála vláda a velitel severní fronty.
17. říjnajul./ 30. října 1917greg. se Vladimir Čeremisov a jeho komisař, bývalý bolševik Vojtinskij, ve Pskově sešli s vojáky posádky, aby jim vysvětlili potřebu odjet na frontu k obraně hlavního města. Delegaci posádky tvořili většinou bolševici, kteří byli podezřívaví ohledně motivu schůzky a trvali na tom, že při přesunech jednotek má poslední slovo Petrohradský sovět. Strany se nedohodly a o pět dní později Čeremisova 5. armáda zvolila nový výbor s většinou bolševiků.
Rovněž 17. říjnajul./ 30. října 1917greg. se ustavil Vojenský revoluční výbor, orgán městského sovětu pro řízení vojenských záležitostí, který byl fakticky ovládán paralelním orgánem bolševické strany. Den po setkání s Čeremisovem se zástupci posádky setkali ve Smolném a vyslovili nedůvěru vládě a podporu Petrohradskému sovětu. Členové Ispolkomu, kteří setkání schválili, nakonec odešli, aniž by byli připuštěni ke slovu.

## Události v Petrohradu

### Uzavření tiskáren a první střety
24. říjnajul./ 6. listopadu 1917greg. kolem tří hodin ráno byl Kerenskij v doprovodu vojenských velitelů v Zimním paláci, aby pracovali na opatřeních proti bolševikům. Na ultimátum zaslané VRV nepřišla odpověď a kabinet krátce předtím schválil zatčení vůdců VRV. Pak přišla zpráva, že VRV nakonec přijal požadavky vojenských velitelů, ale Kerenskij odmítl opustit svůj plán. Generál Bagratuni dál žádal o posily z fronty (junkery z Oranienbaumu, útočné jednotky z Carského sela a dělostřelce z Pavlovsku), zatímco plukovník Polkovnikov nařídil zatknout komisaře poslané z VRV k jednotkám posádky a postavit je před soud. VRV měl být souzen a propuštění účastníci červnových nepokojů měli být zase uvězněni. Pro podněcování nepokojů měly být zastaveny dva bolševické deníky, Rabočij puť a Soldat, a aby se zachovalo zdání nestrannosti, zákaz měl postihnout i dvoje konzervativní noviny. Stráž Zimního paláce byla opět posílena. S vědomím, že politické strany nebudou tato opatření vnímat příznivě, přijal pak Kerenskij návrh několika ministrů, aby týž den promluvil o situaci v předparlamentu.

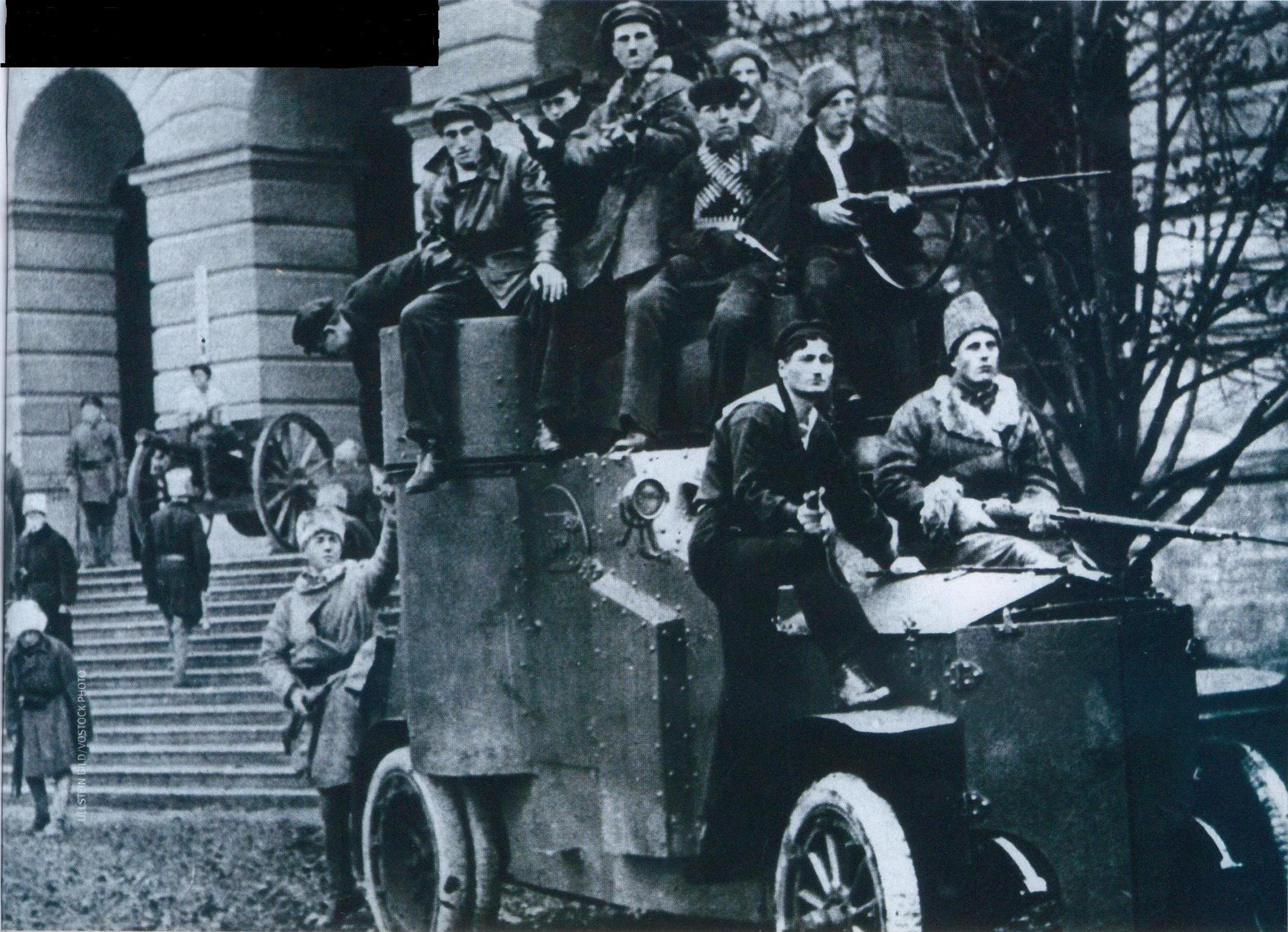
Rudé gardy před Smolným institutem, ústředím revoluce

O svítání v půl šesté malé jednotky kadetů a milice, vyslané vládou, napadly tiskárny dvou bolševických novin, zničily aktuální vydání, poškodily vybavení a zastavily tiskařské stroje. Zaměstnanci odešli do blízkého Smolného institutu, sídla Petrohradského sovětu, Petrohradského revolučního vojenského výboru a bolševické strany, aby tam o událostech informovali. Bolševici svolali krizové zasedání za účasti zástupců sovětu, VRV a levých eserů; akce vlády byla označena za kontrarevoluční; a brzy začaly přicházet informace o podezřelých pohybech vojenských jednotek. VRV ihned považoval události za kontrarevoluční útok na sjezd sovětů a rozeslal jednotkám „Rozkaz č. 1“ nařizující mobilizaci. Přes přání menšiny v VRV a bolševické straně byla odmítnuta myšlenka okamžitého povstání a byla přijata pouze opatření zajišťující konání sjezdu sovětů.
V deset hodin dopoledne se znovu sešel kabinet a Kerenskij ho informoval o opatřeních přijatých ráno. Přes pochybnosti některých ministrů stále věřil, že má situaci pod kontrolou. Městská milice však neuposlechla rozkaz zatknout členy VRV a rozpustit jednotky loajální bolševikům, protože podléhala sovětu a ne vládě. Během následujících dní milice pokračovala ve svých policejních činnostech, ale nepodílela se na obraně Prozatímní vlády. Většina opatření nařízených Kerenským byla ve skutečnosti obranná: jednotky kadetů byly vyslány střežit nádraží a byla posílena stráž Zimního paláce.
Po zasedání vlády premiér Kerenskij dál neúspěšně pokračoval ve snaze urychlit příchod jednotek loajálních vládě do Petrohradu, zadržet jednotky městské posádky v kasárnách a odstranit z nich komisaře vyslané VRV. Během dopoledne a časného odpoledne se vyjasnilo, že většina jednotek v hlavním městě poslouchá pokyny Petrohradského sovětu a rozkazy vlády ignoruje. Obě strany se navzájem obviňovaly ze zrady revoluce a pasovaly se na její obránce.
Odpoledne se ukázalo, že jednotky, které měly přijít do města posílit vládu, buď přešly na stranu sovětu, nebo byly zdrženy jeho příznivci. Námořníci křižníku Aurora, který se opravoval ve franko-ruských loděnicích, povstali proti svým důstojníkům po vydání rozkazu, že křižník má opustit hlavní město, když sovět loďstva tento rozkaz odmítl. Vláda měla ve městě jen několik tisíc ozbrojenců – hlavně důstojníků, kozáků, kadetů a batalion žen – a byla v jasné početní nevýhodě. Asi dvě stovky se jich v poledne shromáždily v paláci a o dvě hodiny později se k nim připojilo 68 kadetů z Michailovského dělostřelecké akademie. Pokusy udržet kontrolu nad městskou posádkou byly neúspěšné. I když většina jejích vojáků neměla chuť se účastnit bojů, ti, kteří byli ochotni, obvykle chtěli bojovat na straně sovětu. Většina jednotek tak zůstala v kasárnách, ale ty nejvíce radikalizované přišly na pokyn sovětu, a totéž udělala většina rudých gard. Bylo to dost bojovníků na to, aby zajistili početní převahu Petrohradského sovětu nad vládou.

### Ochromení vlády
V poledne začalo nové zasedání předparlamentu, jež řídil Nikolaj Avksenťjev. Kerenskij dorazil krátce poté a vyžádal si mimořádný projev před shromážděním. V hodinové řeči pronesené charakteristickým stylem popsal události posledních hodin a požádal o bezpodmínečnou podporu. Ta byla shromážděním zamítnuta i přes nepřítomnost radikální levicel a přes ovace, které zazněly po projevu. Umírněná levice se pak sešla v Všeruském ústředním výkonném výboru mezi půlnocí a čtyřmi hodinami ráno následujícího dne na krizovém zasedání. Po čtyřech hodinách jednání se podařilo pouze těsnou většinou schválit podporu vlády za podmínky zahájení radikálních reforem, aby se uspokojili příznivci bolševiků a uklidnili ti, kteří reformy žádali již od počátku ruské revoluce. Kerenskij však návrh odmítl v naději, že situaci zvládne sám, a tak zůstalo jen u dalšího neužitečného apelu ke klidu a varování před možnou kontrarevolucí v případě povstání.

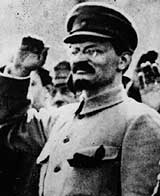
Lev Trockij, hlavní organizátor povstání v Petrohradu

Po odchodu z předparlamentu se Kerenskij odebral na městské vojenské velitelství u Zimního paláce, aby řídil opatření proti bolševikům, opět obranná: ovládnutí budov a strategických bod a izolace centra pomocí zvednutí něvských mostů. Oddíly kadetů byly vyslány zajistit budovy a hlídkovat na ulicích, některé úřady začaly zavírat a v 15 hodin byly telefony Smolného institutu odpojeny od ústředny.
Mezi 14. a 15. hodinou kadeti ovládli Nikolajevský most a most u paláce; dalšímu oddílu dav zabránil ovládnout Litějný most a tito kadeti byli zajati rudými gardami. Kolem 18:30 Pavlovský pluk, věrný sovětu, obsadil Trojický most, čímž předešel jeho zabrání dalším oddílem kadetů. Když se komisař petrohradského pluku granátníků dozvěděl, co se děje, vyslal vojáky obsadit mosty, ještě než k tomu přišel rozkaz z VRV. Hlavní mosty tak v podvečer byly v rukou sovětu a vládě se nepodařilo dosáhnout jejich zvednutí.
VRV utvořil výbor, který měl řídit konfrontaci s vládou, ale jeho rozkazy v podstatě nebyly nic víc než vyslání dalších komisařů, tentokrát na strategická místa, aby požadovali jejich podřízení VRV. Postupně během dne byly hlavní body Petrohradu ovládnuty silami loajálními Petrohradskému sovětu v řadě nekrvavých srážek se silami loajálními vládě. Ve čtyři odpoledne se cyklisté střežící Zimní palác rozhodli stáhnout. O hodinu později zabral jeden z komisařů na rozkaz VRV telegrafní stanici s podporou vojáků Kexholmova pluku, kteří ji hlídali. O tři hodiny později dorazil oddíl kadetů zabrat budovu, ale vojáci ho nevpustili dovnitř a kadeti se stáhli. Někdy v té době si VRV vyžádal příchod námořníků baltské floty z Helsinek, kteří pak pluli do hlavního města čtyřmi minolovkami a potom od tří hodin ráno příštího dne vlakem. Nemohli se však včas zapojit do revoluce, jelikož vlak zdržely drážní úřady. Zatím se členové rudých gard mobilizovali a přicházeli do Smolného. V obavách z reakce vlády VRV nařídil zaujmout ve městě nové pozice. Po deváté večerní vzbouřenci – konkrétně Izmailovský gardový pluk, který v červenci první podpořil vládu – obsadili Baltské nádraží, čímž odřízli vládu od možných posil ze západu. Ve 21 hodin také z telegrafní stanice vyšli obsadit blízkou tiskovou agenturu. Komisaři byli také vysláni obsadit telefonní ústřednu, elektrárnu a zbývající nádraží. O hodinu později se kadeti z Michajlovského dělostřelecké školy pokusili zatknout Lenina v bolševické tiskárně ve čtvrti Vyborg; a nejen že tam Lenin nebyl, ale dorazila jednotka rudé gardy a zadržela je.
Jednotky Petrohradského sovětu večer ovládaly většinu města. Opatření sovětu však byla i nadále obranná, aby se předešlo možnému puči ze strany vlády a zajistilo konání celoruského sjezdu sovětů, který měl provést přenesení moci.
Lenin, stále se skrývající v hlavním městě, zatím s nelibostí sledoval běh událostí. Nechápal, proč jeho souvěrci definitivně neskoncují s Kerenského vládou bez čekání na sjezd, a neúspěšně žádal stranu o povolení přijít do Smolného. Zoufalý z pasivity ústředního výboru se odpoledne pokusil získat podporu městského a okrskového výboru. Nebyl schopen se ovládnout a navzdory příkazu ústředního výboru, aby zůstal v úkrytu, se přestrojil a tramvají a pak pěšky vyrazil v doprovodu jediného tělesného strážce do Smolného.

### Příchod Lenina a převzetí moci

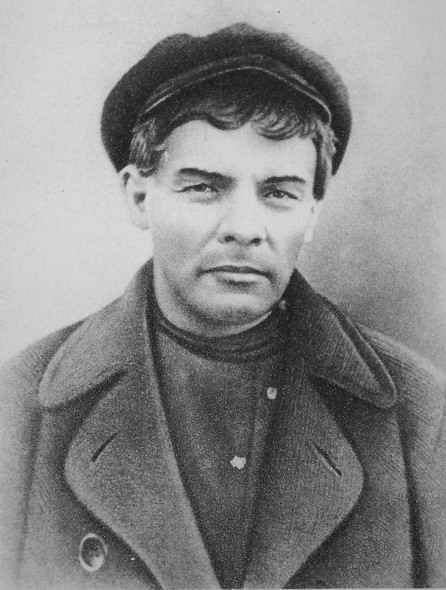
Přestrojený Lenin, vůdce bolševiků (1917)

Leninovi se podařilo dorazit do Smolného kolem půlnoci na 25. říjnajul./ 7. listopadu 1917greg.; po cestě ho zastavila hlídka kadetů, ale nepoznala ho a považovala ho jen za opilce. Okamžitě zintenzivnil protivládní činnost ústředního výboru, přestal uvažovat o pouhé obraně a naopak zahájil kroky k vytvoření nové revoluční vlády ještě před zahájením Druhého všeruského sjezdu sovětů, jež mělo proběhnout toho dne. Zjevná slabost Kerenského vlády a úspěšné ovládnutí města také přispěly ke změně nálady v budově sovětu.

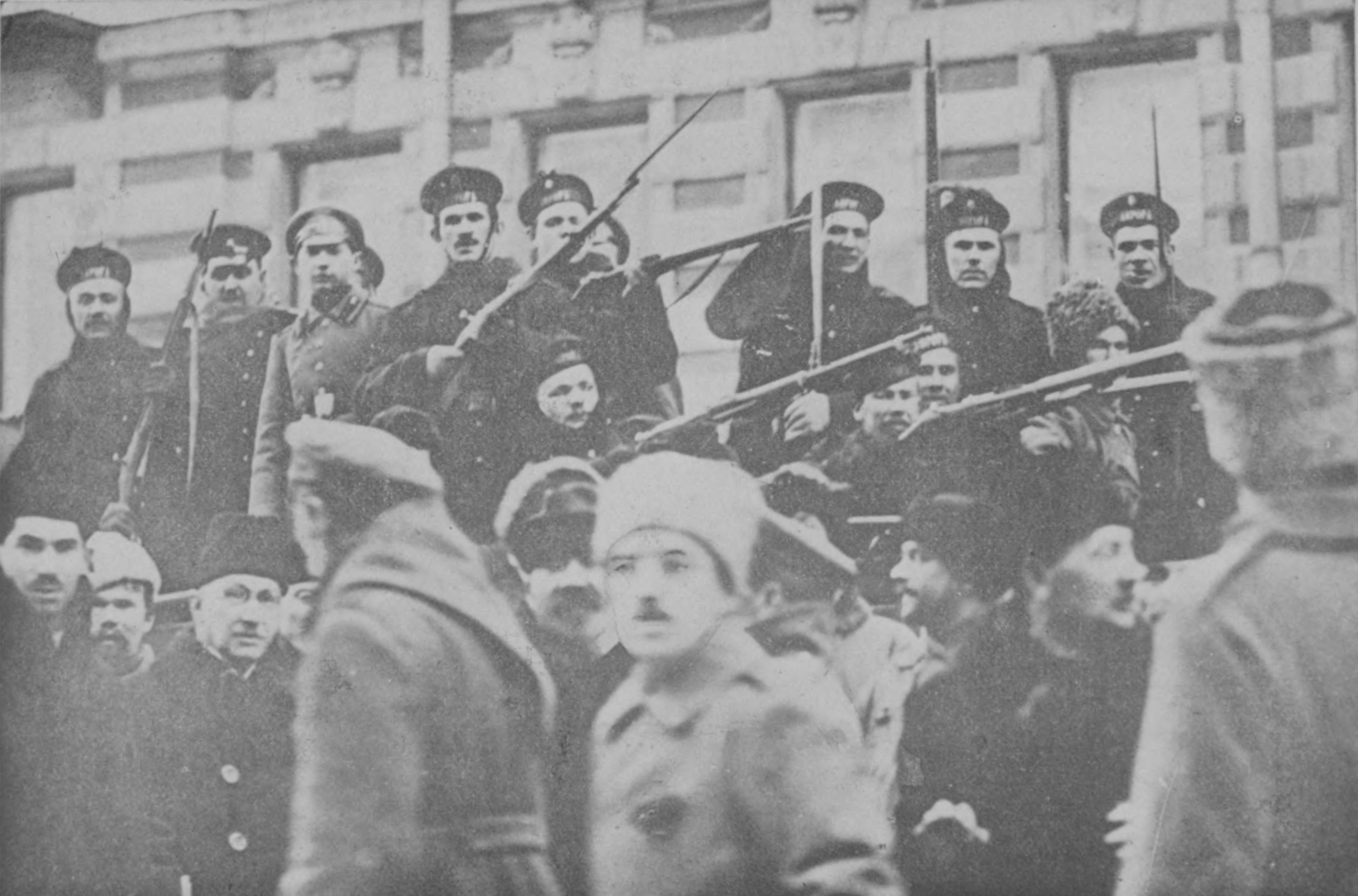
Revoluční námořníci

Petrohradský revoluční vojenský výbor začal připravovat rozpuštění Prozatímní vlády, její uvěznění a ovládnutí posledních zbývajících strategických bodů města. V půl druhé ráno námořníci, vojáci Kexholmova pluku a rudí gardisté obsadili ústřední poštu. Ve dvě ráno bylo obsazeno Nikolajevské nádraží a hlavní elektrocentrála. Nikolajevský most byl dobyt kolem 3.30 poté, co v jeho blízkosti zakotvila Aurora. Pokus malé vládní jednotky ho znovu ovládnout byl odražen. Vojáci Kexholmova pluku dostali rozkaz obsadit telefonní ústřednu, státní banku a ministerstvo financí. V šest ráno byla obsazena státní banka a v sedm padla telefonní ústředna po chvilkovém střetu s kadety, kteří ji hlídali, ale bez jediného výstřelu. Telefony Smolného byly znovu zapojeny a telefony Zimního paláce odpojeny. Ministerstvo financí bylo pak převzato bez potíží, poněvadž ho střežili vojáci Pavlovského pluku, jednoho z nejvěrnějších sovětu. V osm ráno VRV ovládl poslední velkou stanici, Varšavské nádraží, jež spojovalo se severní frontou. Za svítání byla většina města vyjma Zimního paláce v moci Petrohradského sovětu. Nikdo z obránců paláce ani z jeho obléhatelů si však nepřál riskovat ztráty. Město se probudilo s pozoruhodnou normálností: úřady, školy i veřejná doprava fungovaly jako obyčejně. Vláda však už ve své budově neměla světlo ani telefon.
Při rozednění žádali vojenští velitelé o pomoc tři městské kozácké pluky, ty ji však odmítly poskytnout, jakmile se ukázalo, že se vláda nemůže spolehnout na podporu pěchoty. Velitelé proto vládě sdělili, že nemají vojáky a situace je vážná; a v 10 hodin to vláda oznámila nejvyššímu velení armády přímou telefonní linkou, kterou povstalci nepřerušili. V 11.30 Kerenskij zamířil po silnici na frontu, aby tam získal vojáky, kteří by povstání potlačili. Kadeti bránící Zimní palác požadovali záruky, že dostanou posily, jinak hrozili odchodem. V téže době bolševici vyhlásili přenesení moci na sověty.

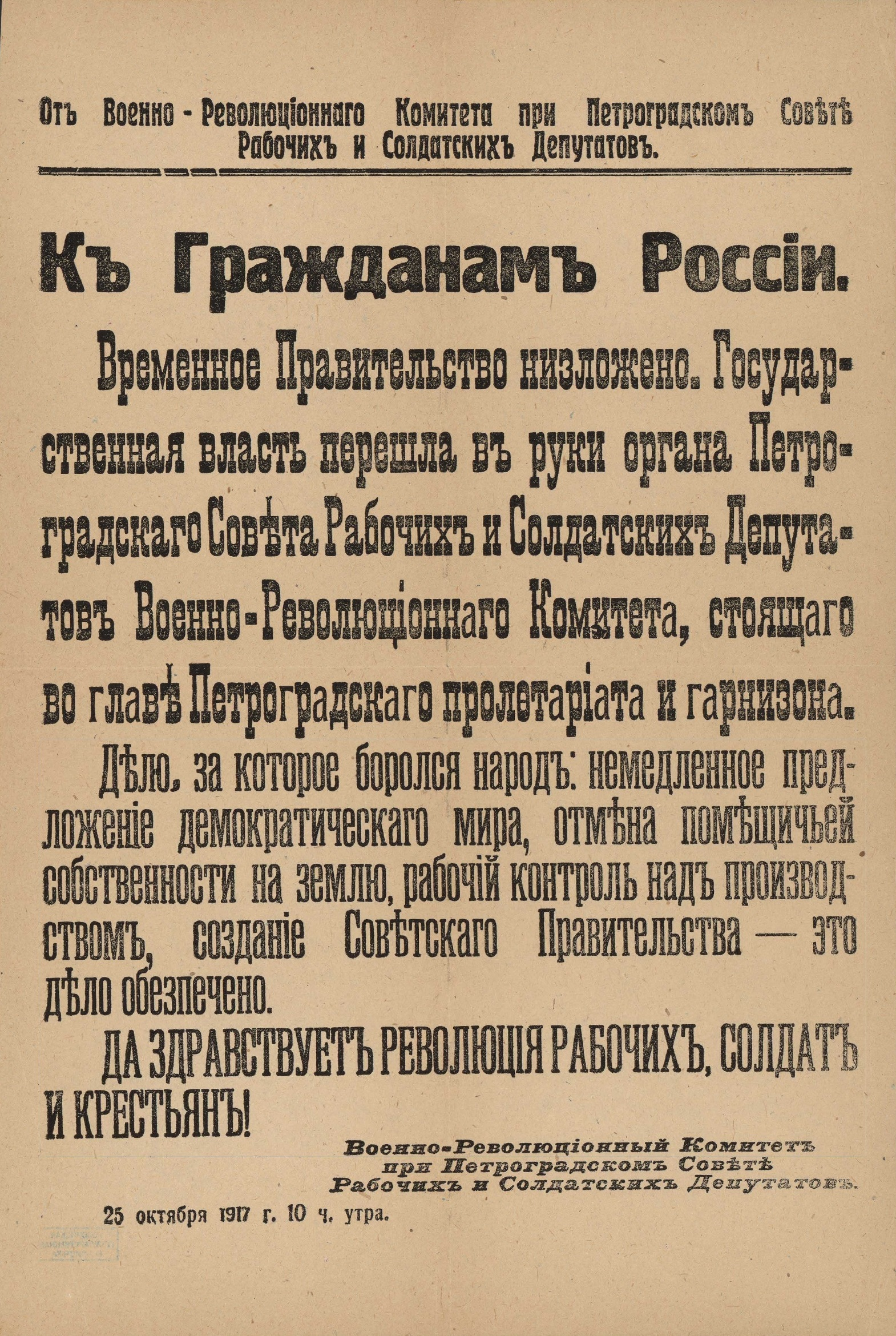
Deklarace o sesazení Prozatímní vlády

Zatímco se Kerenskij snažil sehnat auto – vlaky už byly v moci Petrohradského sovětu a palácové automobily poškodili sabotéři – Lenin napsal prohlášení o sesazení vlády, které se hned rozšířilo po městě.
| „ | Občanům Ruska! Prozatímní vláda byly sesazena. Vládní moc byla předána do rukou orgánu petrohradského sovětu zástupců dělníků a vojáků, vojenského revolučního výboru, který stojí v čele petrohradského proletariátu a posádky. Cíl, o který lid usiloval – okamžité uzavření demokratického míru, zrušení soukromého vlastnictví pozemků, řízení průmyslové výroby dělníky, vytvoření sovětské vlády – tohoto cíle bylo dosaženo. Ať žije revoluce dělníků, vojáků a rolníků! | “ |
| — | |   |

Jeden z členů eserského ústředního výboru vyzval údajně spřízněné jednotky, aby bránily Kerenského vládu, ale bez úspěchu. Vliv eserů na vojsko mizel a už nestačil na to, aby petrohradské vojáky přiměl podpořit vládu. Stranická základna ve městě, tvořená většinou dělníky a vojáky, nechtěla bránit vládní koalici obsahující buržoazní strany.
Během dne VRV přebíral poslední významné objekty stále pod kontrolou vlády: věznici Kresty, kde osvobodili šest zadržených agitátorů, a byl obklíčen Mariinský palác, sídlo předparlamentu. Sám předparlament byl po formálním protestu rozpuštěn, ale nikdo z jeho členů nebyl zatčen. Státní úřady a školy se zavíraly.
Odpoledne Trockij na zasedání Petrohradského sovětu oznámil pád vlády a opatření k převzetí moci v hlavním městě. Brzy poté se poprvé od červencových dní před sovětem objevil Lenin a byl přivítán ovacemi vstoje. Sovět odsouhlasil převzetí moci, i když Zimní palác ještě nepadl. Ráno byl vytvořen tříčlenný výbor, který měl řídit jeho obléhání; to si Lenin stále přál ukončit ještě před zahájením sjezdu sovětů.

### Dobytí Zimního paláce
Plán Petrohradského revolučního vojenského výboru (VRV) na dobytí Zimního paláce zahrnoval vytvoření dvou soustředných kruhů jednotek kolem budovy; vnitřní (složený hlavně z vojáků Pavlovského pluku na jihu a Kexholmova pluku na severu) měl vyvíjet tlak na obležené, zatímco vnější mě odrazit případné útoky kadetů nebo kozáků; obležení zahrnovalo Petropavlovskou pevnost a křižník Aurora. Byla nastavena tak komplikovaná struktura velení, že to pak působilo zdržení, což kritizoval i Trockij. Antonov-Ovsejenko, bolševický člen VRV, sdělil komisařům jednotek následující plán: palác dostane ultimátum, a pokud ho včas nepřijme, pevnost červeným světlem oznámí začátek ostřelování. První výstřely půjdou z Aurory a budou slepé. Pokud bude přesto odpor pokračovat, křižník i pevnost zahájí ostrou palbu.
Kolem 13. hodiny skupina námořníků obsadila Admiralitu a zatkla vrchní velení námořnictva.

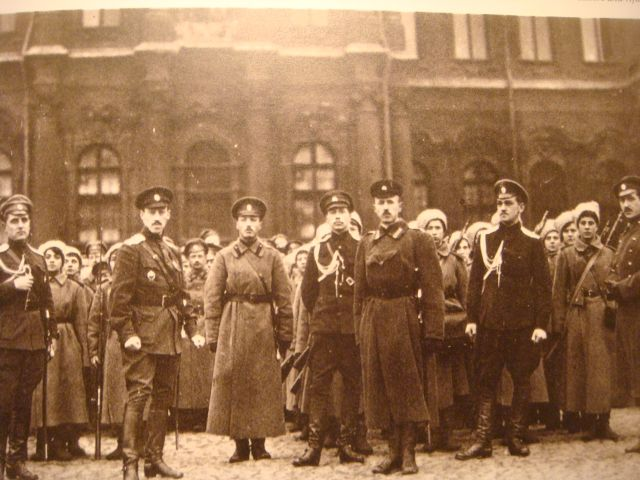
Obránci Zimního paláce včetně ženského oddílu

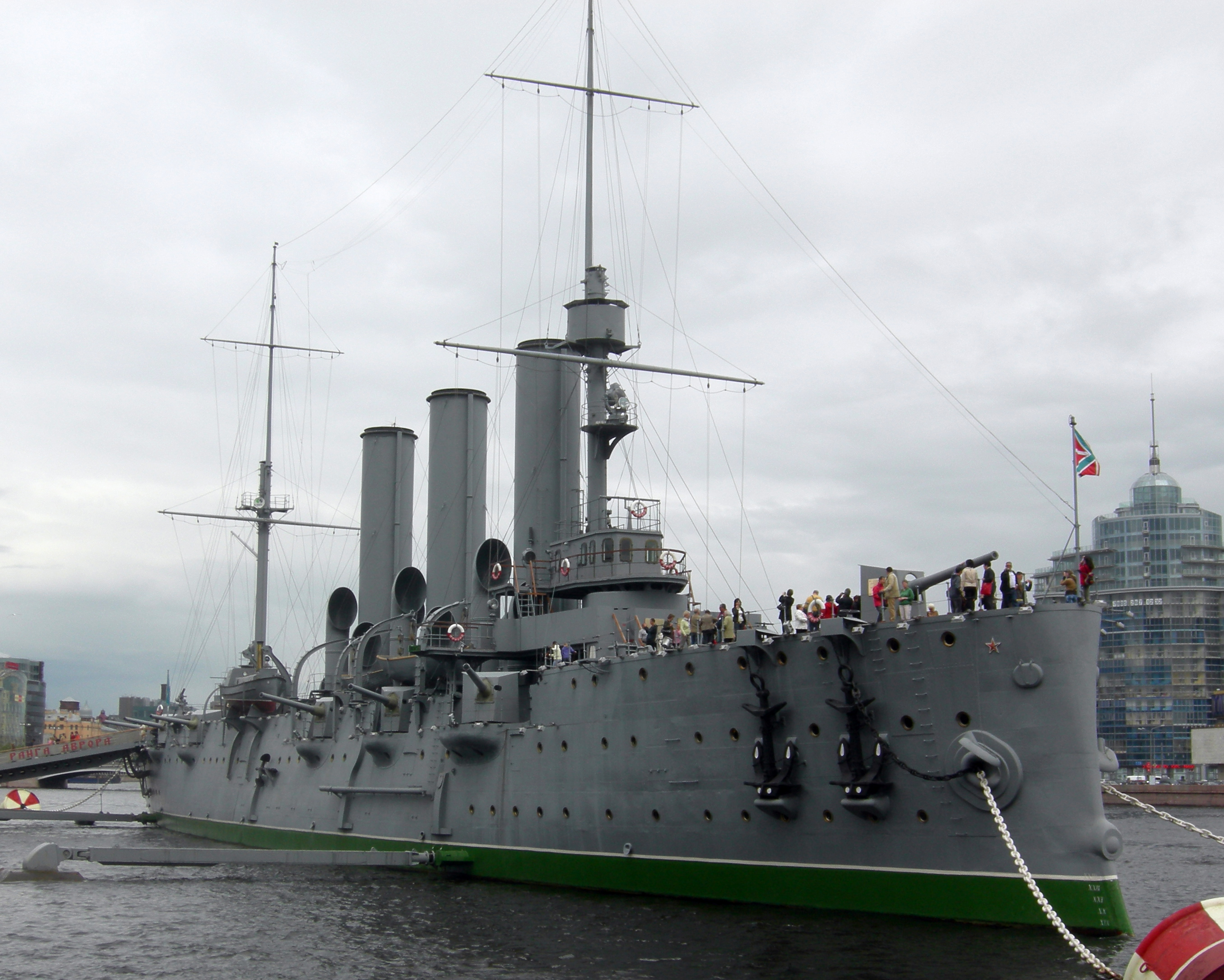
Křižník Aurora

První zdržení plánu nastalo, když se ve 14 hodin nedostavili helsinští námořníci, kteří měli posílit vojáky. Kronštat právě dorazil do města s improvizovanou flotilou různých lodí. Zastaralý Amur zakotvil u Aurory, zatímco ostatní lodě se přiblížily k Admiralitě. Asi tři tisíce námořníků z Kronštatu se vylodilo na pomoc obléhání.
V paláci se zatím sešel kabinet, jejž za nepřítomnosti Kerenského vedl místopředseda vlády Konovalov. Odvolal Polkovnikova, jehož velení se zdálo nedostatečné, a jmenoval konzervativního ministra sociálních věcí Kiškina hlavním velitelem obrany s diktátorskými pravomocemi. Dále bylo rozhodnuto pokračovat v zasedání, dokud nedojde k záchraně jednotkami přivolanými z fronty anebo k zajetí povstalci. Skutečné velení nad jednotkami v paláci měl poslanec P. I. Palčinskij, který byl v nezáviděníhodné situaci: neměl potraviny ani plán obrany, byl obklopen zmatenými funkcionáři a jeho vojáci byli demoralizovaní. Kiškin odešel do sousedního sídla generálního štábu, aby odvolal Polkovnikova a místo něho dosadil náčelníka štábu vojenské oblasti hlavního města generála Bagratuniho, čímž zmatek v paláci ještě zvýšil.
Venku probíhaly jen chabé pokusy vládních sil odebrat důležité budovy sovětu: vrchní velitel armády Stankevič se pokusil se skupinou kadetů znovu obsadit telefonní ústřednu, ale po krátkém boji byl odražen. Po návratu do generálního štábu na Palácovém náměstí informoval vrchní velení o naléhavé potřebě přislíbených posil a o tom, že chabé jednotky stále loajální vůči vládě nebudou moci vzdorovat déle než dva dny.
Během odpoledne přicházely obléhatelům posily, zatímco někteří obránci odcházeli, aniž by jim lidé kolem paláce bránili. Několika jednotkám kozáků a skupině kadetů se podařilo dostat do paláce také bez boje s obléhateli, a to opět posílilo obranu.
Lenin zatím naléhal na velitele obléhání, aby ho ukončili co nejdřív, aby se zabránilo dalšímu odkladu zahájení sjezdu a nervozitě delegátů. Velitel pevnosti se tak konečně odhodlal odeslat do generálního štábu dva cyklisty s ultimátem. Bylo datováno k 18:30, mělo vypršet v 19.10 a požadovalo kapitulaci vlády a jejích jednotek. Ministři opustili večeři a znovu se spěšně sešli, aby se rozhodli na ultimátum neodpovídat a nevzdávat se. Po vypršení lhůty vojáci Pavlovského regimentu obsadili generální štáb přes pokusy kadetů z paláce pomoci jeho obráncům. Někdy v té době velitel severní fronty generál Čeremisov telefonoval do štábu, aby zjistil situaci v hlavním městě, ale spojení bylo přerušeno obléhateli. Bagratuni, který jednal v paláci s ministry, se pak rozhodl odstoupit a krátce poté byl zajat povstalci.
Mezi osmou a devátou večerní si některé z jednotek bránících palác vyjednaly s obléhateli odchod. Důstojníci jim nebránili, protože nechtěli dále snižovat morálku obránců tím, že by je drželi v paláci. Odešla jednotka útočných sil a někteří kozáci. Mezitím obléhatele posílily nově příchozí jednotky, mimo jiné námořníci z Finska a Kronštatu. Po dvou pokusech o vyjednávání mezi vedením obléhatelů a jednotkami obránců palác ve 22 hodin opustila víc než polovina kadetů, kteří v něm doposud zůstávali.
Po určitých zmatcích, způsobených šířením nepravdivých zpráv o kapitulaci paláce, bylo zahájeno dobývání, když v pevnosti konečně našli lucernu potřebnou k signalizaci Auroře. Ta ve 21:35 a pak ještě o pět minut později vystřelila výstražnou salvu ze svých šestipalcových děl. Palba vystrašila osádku paláce a zajistila Auroře slávu revoluční legendy, dodnes kotvící jako muzeum na březích Něvy. Obléhatelé dali obráncům čas opustit palác, a pak zahájila palbu pevnost, tentokrát ostrou municí. Vypálila na palác asi třicet střel, z nichž jen dvě nebo tři napáchaly trochu škody. Antonov-Ovsejenko odmítl dohodu dosaženou Chudnovským, podle níž měli obránci opustit palác se zbraněmi, a tak se některé skupiny vzdaly bez podmínek. Jen příslušnice ženského oddílu odmítaly odevzdat zbraně z obavy ze znásilnění. Z paláce se podařilo kontaktovat petrohradskou městskou radu, a její delegace se pak neúspěšně pokusila zastavit bombardování, nebyla však vpuštěna na Auroru ani do paláce. Městská rada se pak přes odpor bolševických radních rozhodla vydat sama k paláci, aby fyzicky chránila vládu, což bylo schváleno Ústředním výkonným výborem rolnických sovětů.
Za soumraku začaly malé skupiny obléhatelů pronikat do paláce a postupem času jejich počty narůstaly. Nejdříve se obráncům dařilo nečetné vetřelce odzbrojovat, ale později už byli sami odzbrojováni. Odchod části obránců usnadnil vnikání obléhatelů do budovy. Po asi hodinové přestávce, jež měla umožnit dalším obhájcům kapitulovat, bylo kolem 23. hodiny obnoveno ostřelování paláce i přes riziko, že zasáhne ty z útočníků, kteří již byli v paláci.
Před půlnocí se skupina více než 300 lidí, zahrnující mimo jiné radní, poslance sjezdu sovětů a členy Ústředního výkonného výboru rolnických sovětů, sešla na radnici, a pak se za zpěvu Marseillaisy vydala k paláci. V čele byli Prokopovič, jediný ministr, jenž nebyl v paláci, a eserský starosta Šreider. Na Kazaňském náměstí poblíž Admirality jejich postup zastavil oddíl námořníků a po vzrušené diskusi se pochodující spořádaně vrátili do radnice, aniž by něčeho dosáhli.
Před druhou hodinou ráno útočníci konečně našli místnost, kde byla shromážděna vláda; ta dala své kadetské stráži rozkaz nepoužít násilí, aby se zabránilo krveprolití. Jednotka vedená Vladimirem Antonovem-Ovsejenkem rychle obsadila místnost a prohlásila ministry za zatčené. Ve 2.10 26. říjnajul./ 8. listopadu 1917greg. Konovalov jménem vlády prohlásil, že se podrobují násilí. Zadrženi byli všichni členové vlády vyjma Kerenského a Prokopoviče, kteří nebyli v paláci. V té době bylo město úplně v moci Petrohradského sovětu a Druhý sjezd sovětů již začal. Ministry odvedli do Petropavlovské pevnosti a komisaři VRV jim museli dát zvláštní stráž složenou z vojáků a námořníků, aby je uchránili před davem, který se shromáždil u paláce a hrozil jim lynčováním zejména poté, co se rozneslo, že Kerenského se nepodařilo zadržet.
Filmy a jiná zobrazení události často ukazují veliký útok na Zimní palác a krutou bitvu, zatímco ve skutečnosti bolševičtí útočníci nenarazili na velký odpor a byli schopni celkem snadno proniknout do budovy a obsadit ji. Většina petrohradského povstání se obešla bez krveprolití a probíhala za poměrně normálního chodu metropole. Odhaduje se, že na straně útočníků zemřelo pět námořníků a jeden voják, zatímco obránci neměli oběti žádné.

### Druhý sjezd sovětů a bolševický puč

#### První zasedání: odchod umírněných a roztržka levice

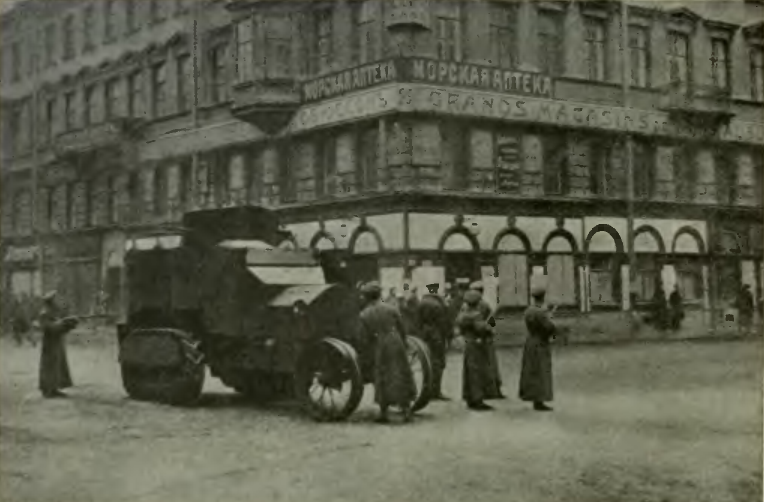
Jednotky povstalců v petrohradských ulicích

Zatím ve stejný den 25. říjnajul./ 7. listopadu 1917greg. ve 22.40 hod., s téměř devítihodinovým zpožděním, byl zahájen Druhý všeruský sjezd sovětů dělníků a vojáků. Bolševici se pokoušeli sestavit dočasnou vládu ještě před začátkem sjezdu, ale delegáti, kteří už nemohli déle čekat, si vynutili konec odkladů.
Na sjezd přišlo asi 670 zvolených delegátů, z nichž 300 bylo bolševiků a asi 100 bylo levých eserů, kteří také podporovali svržení vlády Kerenského. Podpora bolševiků se v posledních měsících před sjezdem dramaticky zvýšila, ale neměli absolutní většinu delegátů. Prvním úkolem kongresu byla volba nového předsednictva; bolševici navrhli složení se čtrnácti bolševiky, sedmi sociálními revolucionáři, třemi menševiky a jedním menševickým internacionalistou (Julius Martov), které bylo schváleno v bouřlivém hlasování. Pak byl Kameněv jmenován předsedou sjezdu. Po předložení agendy navržené bolševiky – sestavení nové vlády, snaha o ukončení války a svolání Ústavodárného shromáždění – dal Kameněv slovo Martovovi.

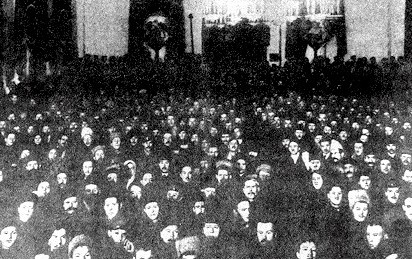
Delegáti Druhého sjezdu sovětů

Krátce po začátku zasedání uslyšeli delegáti střelbu Petropavlovské pevnosti na Zimní palác. Kongres původně jednohlasně schválil návrh vůdčího menševického internacionalisty Julia Martova jmenovat demokratickou vládu, která by zahrnula všechny strany, které byly součástí Petrohradského sovětu, aby se zabránilo dalšímu krveprolití.  Návrh podpořil Anatolij Lunačarskij za bolševiky a Sergej Mstislavskij za levé esery.
Když však byli informováni o tom, že Prozatímní vláda byla svržena a že její členové – včetně eserských a menševických ministrů – byli zajati, někteří delegáti těchto stran zastoupených v Petrohradském sovětu odsoudili tento postup a opustili na protest sál. Většina frakcí eserů i menševiků se postavila proti činům bolševiků; tito politici se rozhodli připojit k pochodu na Zimní palác organizovanému radou hlavního města, aby ukázali svou podporu vládě. Odchod umírněných podkopal úsilí levých eserů, menševiků internacionalistů a umírněnějších politiků bolševické strany ve prospěch dohody socialistických stran a usnadnilo Leninovi vytvořit novou výlučně bolševickou vládu.
Martov se snažil zachovat konsensus a navrhl vytvořit novou vládu přijatelnou pro umírněné i radikály a pozastavit jednání sjezdu do jejího sestavení. Lev Trockij si vzal slovo a na adresu frakcí, které právě opustily sjezd, a jejich příznivců, jako byl Martov, řekl:
| „ | To co se stalo, bylo povstání, ne spiknutí. Povzbuzujeme revoluční energii dělníků a vojáků Petrohradu; vykovali jsme vůli mas k povstání, ne ke spiknutí. Lidové masy následovaly náš prapor a naše povstání zvítězilo. A teď nám říkají: zřekněte se svého vítězství, udělejte ústupky, couvněte. Před kým? Ptám se, před kým bychom měli ustoupit? Před těmi zkrachovanými skupinami, které nás opustily nebo před těmi, kteří činí tento návrh? Ale my je už známe, nikdo v Rusku už je nepodporuje… Ne, v tom není žádná dohoda možná. Těm, kteří odešli, a těm, kteří nám to navrhují, odpovídáme: zbankrotovali jste, vaše role končí, jděte tam, kam patříte, na smetiště dějin. | “ |

Když byl návrh spolupráce mezi socialistickými stranami odmítnut radikálním křídlem bolševiků zastoupeným Trockým, většina Martovových menševických internacionalistů také opustila sjezd. Trockij dosáhl okamžitého odsouzení umírněných, kteří právě opustili sjezd, a označil je za kontrarevolucionáře. Leví eseři na rozdíl od jiných frakcí zůstali a snažili se mírnit postoje bolševiků a dosáhnout dohody mezi různými socialistickými směry. Zprávy, které po pádu Zimního paláce přicházely od různých vojenských jednotek, vyvolaly mezi delegáty euforii. Jedna z nich říkala, že 3. prapor cyklistů, povolaný Kerenským z jihozápadní fronty, se podřídil Petrohradskému sovětu a že blízká posádka v Carském selu slíbila, že bude chránit hlavní město před případnými útoky. Krylenko hlásil, že na severní frontě vznikl Revoluční vojenský výbor, který zrušil rozkaz pochodovat proti hlavnímu městu, a že velitel fronty Čeremisov uznal autoritu výboru. Jednotky vyslané z fronty, aby rozdrtily povstání, postupně oznámovaly svou podporu Revolučnímu vojenskému výboru hlavního města.
Pak byla přečtena proklamace o převzetí moci, sestavená Leninem, který podle Lunačarského v tu chvíli ještě na sjezd nedorazil. Obsahovala také základní rysy programu nové vlády:
| „ | Sovětská vláda okamžitě navrhne demokratický mír mezi všemi národy a zahájení okamžitého příměří na všech frontách. Zajistí bezúplatný převod půdy statkářů, koruny a klášterů rolnickým výborům; bude chránit práva vojáků zavedením úplné demokracie v armádě; zavede řízení produkce dělníky; zajistí konání Ústavodárného shromáždění ve stanovený čas; bude odpovědná za zásobování měst a lidí zbožím; zajistí všem národnostem Ruska právo na opravdové sebeurčení. Sjezd vyhlásí, že všechna moc ve státě přechází na sověty zástupců dělníků, vojáků a rolníků. | “ |

Dekret byl schválen s jen dvěma hlasy proti a dvanácti, které se zdržely. O svítání vyčerpaní delegáti odročili jednání, aby se mohli vyspat. Socialisté, kteří odešli ze sjezdu a nesouhlasili s převzetím moci, zatím založili Výbor pro záchranu vlasti a revoluce, první centrum odporu vůči nové vládě. Výbor odsoudil akce bolševiků, požádal obyvatelstvo o podporu a vyhlásil záměr sestavit novou vládu. Konstitučně demokratická strana („kadeti“), přes svůj odpor k bolševikům, se k nové organizaci nepřipojila a pokračovala v obraně legitimity zrušené Prozatímní vlády.

#### Druhé zasedání: Sovnarkom a revoluční dekrety
Druhého dne se ospalí delegáti všech socialistických stran vrátili, aby hovořili o podobě nové vlády; bolševický ústřední výbor navrhl složení nové vlády zvané Rada lidových komisařů (ruskou zkratkou Sovnarkom) – Trockij navrhl nazývat její členy komisaři – a nabídl tři křesla levým eserům, kteří však do vlády nechtěli, pokud by v ní nebyly i jiné strany.
Na druhém zasedání v noci 26. říjnajul./ 8. listopadu 1917greg. Lenin představil několik návrhů, aby upevnil svou pozici: Dekret o míru, Dekret o půdě a složení nové vlády. První z nich, podobný dřívějším návrhům ruských defensistů, požadoval příměří a zahájení jednání o okamžitém míru mezi válčícími zeměmi bez reparací a anexí. Měl bolševikům získat zejména sympatie vojáků. Dekret o půdě legalizoval již probíhající zabírání půdy aristokracie a kulaků. Vlastnictví půdy bylo zrušeno a půda zabraná sověty měla být rozdělena rolníkům. Dekret byl postaven hlavně na programu levých eserů a měl bolševikům získat jejich podporu a také legitimizovat novou vládu v očích rolníků.
Před ukončením sjezd schválil novou vládu a nový Všeruský ústřední výkonný výbor (ÚVV). Nový ÚVV byl veden umírněným bolševikem Kameněvem a byl složen z 62 bolševiků, 29 levých eserů, 6 menševiků internacionalistů a 4 členů malých stran. Triumfovala tak strategie skupiny bolševických vůdců typu Trockého, kteří byli názorově uprostřed mezi leninisty, požadujícími okamžité bolševické povstání, a umírněnými, upřednostňujícími vytvoření socialistické vlády bez liberálů; Trockého strategií bylo využít sověty, jejich prestiž a jim podřízené organizace, aby bolševici mohli svrhnout Prozatímní vládu a chopit se moci. V 5 hodin ráno následujícího dne sjezd schválil Radu lidových komisařů jako základ nové vlády do doby, než se sejde Ústavodárné shromáždění.
Všichni noví komisaři byli členové bolševické strany, jelikož leví eseři nakonec odmítli připojit se k nové vládě bez dalších socialistických stran. Novému Sovnarkomu předsedal Lenin, komisariát zahraničí obsadil Trockij, školství Lunačarskij, vnitra Rykov, obchodu a průmyslu Nogin, práce Šljapnikov, zemědělství Miljutin, financí Skvorcov, spravedlnosti Lomov, zásobování Teodorovič, pošt a telegrafů Avilov, národností Stalin, a konečně ozbrojené síly byly vedeny triumvirátem, který tvořili Antonov-Ovsejenko, Dybenko a Krylenko. Po zvolení nových řídících orgánů státu byl Druhý sjezd sovětů ukončen.

### Boje o Petrohrad a rozhovory socialistů
I když bolševici ovládli město, největší střety mezi zastánci a protivníky revoluce proběhly v následujících pěti dnech. Takzvané povstání junkerů proti nové vládě ráno 29. říjnajul./ 11. listopadu 1917greg. bylo odhaleno dříve, než se mohlo koordinovat s povstáním Kerenského-Krasnova, tedy útokem jednotek věrných svržené Prozatímní vládě na Petrohrad.
V den ukončení Druhého sjezdu sovětů, 27. říjnajul./ 9. listopadu 1917greg., se Lenin ve dvě hodiny ráno sešel s Petrohradským vojenským revolučním výborem, aby řídil obranu města před nečetnými kozáckými jednotkami, které se Kerenskému podařilo sehnat, aby s ním táhly na Petrohrad. Ty bez ohledu na svou slabost postupovaly bez odporu a byly již v Gačině v blízkosti hlavního města. Přes své úsilí nebylo ruské vrchní velení schopno několika stovkám Kerenského kozáků poskytnout posily.
Uprostřed bojů o ovládnutí hlavního města a Moskvy Národní železniční odbory (Vikžel) přinutily různé socialistické strany k vyjednávání o vytvoření koaliční vlády, což podporovalo mnoho členů Ispolkomu, včetně umírněného bolševického proudu v čele s Kameněvem, dále leví eseři nebo Martovovi menševici internacionalisté. Strany čelily hrozbě ochromení železnic, ale nepodařilo se jim dosáhnout příměří mezi znepřátelenými stranami; menševici a eseři požadovali vládu bez Lenina a Trockého. Následkem nepřítomnosti některých členů bolševického ústředního výboru z důvodů válečných povinností umírnění bolševici v zásadě schválili podmínky opozičních stran a vyslali delegáty umírněného směru na jednání, kterých se zúčastnilo zhruba třicet socialistů. Ti byli zpočátku neoblomní, protože věřili v rychlé svržení bolševiků, ale neúspěchy vojenských akcí je přiměly k větší vstřícnosti. Bolševičtí delegáti byli ochotni přijmout nové požadavky opozice: rozšíření Ispolkomu a konec sporů; ale Lenin dal Sovnarkomu právo vládnout pomocí dekretů. Na novém zasedání ústředního výboru dne 1. listopadujul./ 14. listopadu 1917greg. s Leninem a Trockým opět přítomnými výbor odmítl Leninův návrh okamžitě přerušit rozhovory, ale schválil návrh Trockého, aby se konalo pouze jedno další zasedání, které by ukázalo zbytečnost rozhovorů. Lenin napadl umírněné členy a vyhrožoval jim vyloučením strany; o tři dny později pět umírněných členů ústředního výboru odstoupilo kvůli Leninovým zamítavým postojům vůči koalici s ostatními socialistickými stranami jak ve výboru, tak i ve vládě, Důvodem rezignací byl strach, že jediným dalším způsobem, jak si udržet moc, bude teror, a proto rezignovali i další funkcionáři včetně levých eserů z VRV. 7. listopadujul./ 20. listopadu 1917greg. se konalo poslední kolo rozhovorů, na kterém byli přítomni bolševici; tehdy bolševici prosadili poměrem 29 hlasů ku 23, že Ispolkom schvaluje vládnutí dekrety Sovnarkomu. Po odeznění vojenské hrozby vůči hlavnímu městu a s Leninem a Trockým zpět v ústředním výboru se bolševická pozice zatvrdila a jednání selhala.
Když Lenin ovládl Sovnarkom, souhlasil, že učiní ústupky, aby znovu získal spojenectví s dalšími stranami: po dvou týdnech rozhovorů vstoupili 9. prosincejul./ 22. prosince 1917greg. leví eseři do vlády a získali tři komisaře (zemědělství, pošty a telegrafů a spravedlnosti). Tato dohoda způsobila, že bolševici, kteří předtím odstoupili kvůli neúspěchu koaličních rozhovorů, se znovu vrátili. Koalice byla zachována až do přijetí brestlitevské smlouvy, kterou leví eseři odmítli, ačkoli konečná konfrontace mezi oběma stranami proběhla až v létě roku 1918.
14. listopadujul./ 27. listopadu 1917greg. zbytky Všeruského svazu rolnických sovětů, z něhož odstoupili umírnění socialisté, schválily sjednocení s Všeruským ústředním výkonným výborem sovětů vojáků a dělníků.

## Šíření revoluce
V industrializovaných městech a v lokalitách, kde radikální levicové strany ovládaly místní sověty, byl přesun moci proveden rychle. Často síly potřebné k jeho zajištění poskytly místní jednotky rudých gard nebo vojáků posádky. Tento vzorec sledovala především industrializovaná města severně a východně od Moskvy a na Uralu. V jiných městech, kde byla značná opozice, jako na středním toku Volhy, v samotné Moskvě nebo v některých jí blízkých městech, bylo uznání nové vlády pomalejší a někdy trvalo téměř jeden týden od událostí v Petrohradu.
Několik dní po převzetí moci v hlavním městě uznal novou vládu okolní region: jak 1. armáda, tak baltští námořníci, týl severní fronty, severní část západní fronty a části Estonska a Lotyšska, čímž Petrohrad získal bezpečí a vojenskou podporu. V polovině listopadu s konečným ovládnutím Moskvy Sovnarkom ovládal pás území od Petrohradu přes Volhu až po Ural, i když v něm stále existovaly izolované oblasti odporu. Tím skončila první fáze rozšiřování moci bolševické vlády, které se obnovilo jen o dva týdny později. Po získání moci v místech, kde byl místní sovět v rukou bolševiků a levých eserů, začala druhá fáze rozšiřování autority nové vlády. Ta trvala asi dva měsíce a byla poznamenána politickými spory a vojenskými expedicemi vysílanými po železnici z Moskvy nebo Petrohradu, aby ovládly nová území. Boje tohoto období se soustředily na oblasti jižně od Moskvy, na východní Ukrajinu, na jihozápadní frontu a na velké oblasti Sibiře a Střední Asie.
Počátkem roku 1918 disponovala nová vláda podporou nebo podřízeností armády a kontrolou většiny velkých měst a provinčních hlavních měst centrální části státu a teoretickou pravomoc nad většinou území starého impéria. Její vliv v odlehlejších provinciích byl však slabý.

### Moskva
Stejně jako v hlavním městě i v Moskvě byla politická opozice vůči převratu vedena esery, ale boj o moc zde byl mnohem ostřejší než v Petrohradě. Boje trvaly dlouho a podle Bucharina stály asi pět tisíc životů.
Moskevští eseři, soudržnější a konzervativnější i když slabší než v hlavním městě, se tvrdě postavili proti bolševickému převzetí moci. Vedl je starosta města Vadim Viktorovič Rudněv, který v červnu dosáhl velkého volebního vítězství. Bližší liberálům než ve své socialistické revoluční minulosti, byl Rudněv jednou z konzervativních stranických osobností města, příznivcem koalice s konstitučními demokraty a podporovatelem spojenectví s Dohodou. Místní bolševici nebyli připraveni převzít moc: ovládali dělnické sověty, ale ne vojáky, Rudá garda také nebyla připravená a na rozdíl od hlavního města neexistoval vojenský revoluční výbor. Kromě toho hlavní bolševičtí vůdci v Moskvě, Alexej Rykov a Viktor Nogin, patřili k umírněnému proudu, který se proti převzetí moci stavěl.

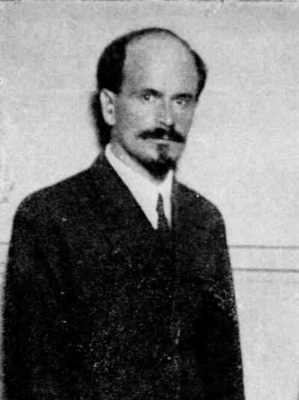
Moskevský starosta Vadim Rudněv

V předvečer revoluce byla moc v Moskvě rozdělena mezi městskou radu, ovládanou esery, dělnický sovět s bolševickou většinou, vojenský sovět stále v rukou eserů, ale s rostoucím vlivem bolševiků, a zastupitelstva čtvrtí, většinou ovládaná bolševiky. Když přišly z Petrohradu zprávy o převzetí moci bolševiky, strany nechtěly pokračovat v konfrontaci v Moskvě, ale jak městská rada, tak místní sověty vytvořily vojenské orgány (radnice Výbor pro veřejnou bezpečnost a sověty Revoluční vojenský výbor). Výbor pro veřejnou bezpečnost městské rady zahrnoval subjekty pod kontrolou eserů nebo menševiků, jako výkonné výbory sovětů vojáků a rolníků moskevské provincie. Výbor nechal vojenské operace v rukou místního vojenského guvernéra plukovníka K. I. Rjabceva a odmítl návrh jediného ještě svobodného ministra Prozatímní vlády S. N. Prokopoviče, aby doplnil vládní místa ministrů, kteří byli zajati v Petrohradě. Pokusy místních eserů o vojenskou mobilizaci svých stoupenců selhaly; strana ztratila podporu většiny vojáků a dělníků města a nedokázala si vytvořit spolehlivé vojenské síly. Většinu ozbrojených sil bojujících proti bolševikům poskytly vojenské akademie, důležitější a soudržnější než v Petrohradě. Mnoho důstojníků se však do střetu nezapojilo. Vůbec většina obyvatel projevila vůči střetu mezi oběma stranami lhostejnost. Ani policie obecní úřady nepodporovala. Bolševici mezitím získali podporu několika tisíc dobrovolníků z rudých gard, zejména mladých lidí, a také většiny posádky, ačkoli hodně vlažnou. Žádný z pluků města nepodporoval Prozatímní vládu. Výhoda bolševiků spočívala v tom, že měli početní nadřazenost a dělostřelectvo. Mohli se také spoléhat na posily z průmyslových center kolem Moskvy. Síly radničního výboru, pět až deset tisíc mužů s četnými kulomety, stály proti čtyřiceti až padesáti tisícům mužů revolučního výboru a jejích dělům.
27. říjnajul./ 9. listopadu 1917greg. a následující den probíhala jednání mezi plukovníkem Rjabcevem a bolševiky; plukovník požadoval uvolnění moskevského Kremlu a rozpuštění Revolučního vojenského výboru. Už 25. říjnajul./ 7. listopadu 1917greg. totiž jednotka věrná bolševikům převzala kontrolu nad telegrafní stanicí, poštou a Kremlem s jeho arzenálem. Dva dny poté, co bolševici odmítli plukovníkovy požadavky, začaly tvrdé boje. Rjabcev zaútočil na Kreml v noci 27. říjnajul./ 9. listopadu 1917greg., když obhájci odmítli vpustit do pevnosti stráž složenou z kadetů. Celkově centrum města zůstávalo v rukou Výboru pro veřejnou bezpečnost, zatímco průmyslová předměstí ovládali bolševici.
28. říjnajul./ 10. listopadu 1917greg. jednotky radničního výboru dobyly Kreml. Někteří obránci byli postříleni v jednom z prvních masakrů revolučního období. Pokusy prolomit blokádu centra města selhaly kvůli podpoře bolševiků dělníky. V noci 29. říjnajul./ 11. listopadu 1917greg. bylo vyhlášeno příměří, částečně díky Vikželu, národním železničním odborům. Obě strany přijaly příměří v naději, že přijdou posily, které jim zajistí vítězství. A byl to bolševický revoluční výbor, který očekávané posily získal, zatímco jeho soupeři se totéž nepodařilo. Eserům se v zásadě nepodařilo zastavit pronikání bolševických posil do Moskvy: Dvanáct tisíc dobrovolníků pod velením Michaila Frunzeho dorazilo z provincie Vladimir a pět set námořníků a následujícího dne 1200 námořníků a rudých gardistů přijelo z Petrohradu. Sliby podpory radniční komise ze strany velitelů západní fronty se projevily pouze příjezdem sto sedmdesáti šesti příslušníků stíhacího praporu: Kerenskij se pokusil odvést některé z posil do Petrohradu, jiné jednotky se odmítly účastnit a města ovládaná bolševiky bránila postupu ostatních. Nakonec příměří prospělo bolševikům, zatímco menševici a leví eseři se snažili vytvořit sílu nezávislou na obou táborech protivníků.
Navzdory ústupkům Výboru pro veřejnou bezpečnost, vynuceným Vikželem, Vojenský revoluční výbor ukončil příměří, aby zničil svého soupeře díky svým posilám a díky konečnému vítězství bolševiků v Petrohradě. V noci z 30. říjnajul./ 12. listopadu 1917greg. boje opět vzplály a pokračovaly během následujících tří dnů; tentokrát byly protibolševické síly již v obraně. Odpor byl zarputilý, jeho poslední opěrné body byly radnice, Alexandrovova vojenská akademie a Kreml. Rudé gardy ovládly Kreml útokem z rána 2. listopadujul./ 15. listopadu 1917greg. a lynčovaly některé obránce v pomstě za předchozí masakr. Starosta nakonec téhož dne vyhlásil kapitulaci a poražení byli odzbrojeni, i když je pak propustili; Výbor pro veřejnou bezpečnost byl rozpuštěn a všechny socialistické strany vyjednaly konečné podmínky kapitulace, které byly obecně velkorysé.

### Sibiř
S několika výjimkami nebyly zprávy o petrohradském bolševickém převratu na Sibiři přijímány dobře. V některých městech (Omsk, Irkutsk...) proběhly v ulicích protesty, ale v regionu obecně vládla lhostejnost. Postupně však volby v místních sovětech, které vyhrávali bolševici, umožnily pomalu převzít moc i v této oblasti. Bolševici neřídili některá místa až do února 1918. Přestože dosavadní veřejné orgány byly obecně velmi kritické vůči převzetí vládní moci bolševiky, neprokázaly účinný odpor.

### Oblasti národnostních menšin
Revoluce povzbudila nacionalistické snahy jednotlivých národností: v listopadu a prosinci většina etnických skupin vyhlásila autonomii nebo dokonce nezávislost na Rusku; toto úsilí menšin naráželo na odpor nejen příznivců nové sovětské vlády, ale často i ruských obyvatel opačného názoru.
Na severozápadě vyhlásilo nezávislost Finsko, jež nová vláda uznala 4. lednajul./ 17. ledna 1918greg.. V Lotyšsku, kde byli hlavní stranou probolševičtí sociální demokraté, se uvažovalo o budoucnosti regionu v rámci ruské federace; jednotky lotyšských střelců byly jedněmi z nejdůležitějších útvarů, které podporovaly Leninovu vládu. V Estonsku bojovali nacionalisté a prosovětské síly až do obsazení území německými jednotkami v únoru 1918.
Na jihu byla situace mimořádně složitá na Ukrajině, o jejíž ovládnutí se snažilo několik stran. Na počátku uzavřely probolševické síly a Centrální rada Ukrajiny nejistou alianci proti svým oponentům a Rada vydala svou třetí „univerzálu“ (tj. prohlášení) (20. listopadujul./ 3. prosince 1917greg., ve které se vyhlásila vládou regionu, i když ne ve smyslu nezávislosti, ale pouze autonomie v rámci federálního Ruska. Vyslání vládních jednotek do oblasti, aby ji ovládly, a strach petrohradské vlády z ukrajinsko-kozácké aliance zhoršily vztahy mezi Petrohradem a Kyjevem. Rada nakonec vyhlásila nezávislost 9. lednajul./ 22. ledna 1918greg., ale bolševici brzy ovládli Kyjev, ačkoli nedokázali získat moc nad celým regionem, kde zuřily boje mezi četnými stranami. V Zakavkazsku většina arménských, gruzínských a ázerbájdžánských vůdců nepřijala novou vládu. 25. listopadujul./ 8. prosince 1917greg. byl ustaven Komisariát Zakavkazska jako dočasná vláda do svolání ústavodárného shromáždění.
V regionech s kozáckým obyvatelstvem se soustředila důležitá část opozice vůči Leninově vládě; kozácké úřady v Jekatěrinodaru, na Kubáni a v Orenburgu ve Střední Asii stále vzdorovaly bolševické nadvládě, i když neměly velkou podporu. Oblast dolního toku Donu se stala útočištěm pro vojáky a politiky nepřátelské vůči bolševikům a místem zrodu jejich nejnebezpečnějšího protivníka v době občanské války, Dobrovolnické armády.
Ve Střední Asii se místní představitelé, často náboženští a konzervativní, postavili proti nové vládě; v Taškentu ruští radikálové (bez podpory domorodého obyvatelstva) vyhlásili sovětskou moc, ale byli izolováni. Konzervativní vůdci založili konkurenční vládu v Kokandu. Dál na severu, v jiných oblastech s muslimskou populací, získala moc nacionalistická hnutí a vyhlásila autonomii až do rozhodnutí Ústavodárného shromáždění.
Obecně platí, že moc nové vlády nad územími s menšinami neexistovala nebo byla omezená, často se soustředila v několika izolovaných městech. Nacionalistické organizace převzaly moc nad většinou území a usilovaly především o autonomii v novém federálním státě.

### Armáda
Ačkoli obecně schvalovali sovětskou vládu, vojáci upřednostňovali socialistickou koalici a ne moc jen samotných bolševiků. Přesto však přijali první opatření přijatá Leninovou vládou; díky četným schůzím v různých jednotkách se bolševikům a levým eserům podařilo v listopadu a prosinci získat většinovou podporu vojáků. Přestože podpora byla silnější na frontách u hlavního města než ve vzdálenějších oblastech, koncem roku armáda jako celek přijala novou vládu a její oponenti se nemohli spoléhat na vojenské jednotky, které by se proti ní postavily.
Bolševičtí vůdci si byli vědomi, že je klíčové ukončit válku, aby se udrželi u moci. Bez ohledu na jiné země Sovnarkom sjednal 7. listopadujul./ 20. listopadu 1917greg. začátek jednání o příměří s Německem; velící velitel, generál Nikolaj Dujonin odmítl jednat a byl odvolán. Jednotky si vybíraly delegáty, aby zahájili jednání s jednotkami protivníka, Centrálních mocností. Když bylo 2. prosincejul./ 15. prosince 1917greg. podepsáno oficiální příměří, většina jednotek již dávno dosáhla místních dohod s blízkými nepřátelskými jednotkami; oficiální příměří definitivně ukončilo válku na východní frontě. To legitimizovalo novou vládu v očích vojáků, kterým se splnilo přání ukončit boje a vrátit se do svých domovů; demobilizace začala koncem roku. Tehdy vláda vyhlásila místa důstojníků za volitelná, zrušila dosavadní důstojnické tituly a nárameníky a přenesla moc nad armádou na volené výbory.

## První kroky
Proběhla i sociální a politická revoluce; noví komisaři urychleně schválili pozoruhodný počet zákonů, které změnily společnost a ruskou ekonomiku. Po Dekretu o půdě následovalo přijetí osmihodinového pracovního dne,29. říjnajul./ 11. listopadu 1917greg. což splnilo jedno z největších přání dělníků; 2. listopadujul./ 15. listopadu 1917greg. Deklarace práv národů Ruska zrušila diskriminaci na etnickém základě a náboženství a potvrdila právo na sebeurčení; 10. listopadujul./ 23. listopadu 1917greg. byly zrušeny šlechtické a podobné tituly. Převedení náboženských škol pod pravomoc komisaře školství proběhlo 11. listopadujul./ 24. listopadu 1917greg.; nahrazení starých soudních tribunálů soudy zvolenými nebo jmenovanými sověty bylo schváleno 22. listopadujul./ 5. prosince 1917greg.; a dekrety ze dne 16. prosincejul./ 29. prosince 1917greg. a 18. prosincejul./ 31. prosince 1917greg. převedly uzavírání manželství, rozvody a registraci porodů a úmrtí z církví na úřady. Byla deklarována rovnost pohlaví před zákonem. Počátkem roku 1918 bylo vyhlášeno oddělení církve od státu a 1. únorajul./ 14. února 1918greg. byl zaveden gregoriánský kalendář. Náboženským sdružením a církvím bylo zakázáno vlastnit majetek.
Od prvních dnů se projevoval reformní duch: nový komisař pro vzdělávání Anatolij Lunačarskij vyjádřil záměr naučit obyvatelstvo v krátké době číst a psát. Na konci listopadu bylo oznámeno, že vláda zamýšlí zavést systém sociálního zabezpečení zahrnující nezaměstnanost, nemoc, důchod a zdravotní postižení.

### Zásobování, správa a ekonomika
Zatímco ve městech nutnost udržet podporu pracovníků donutila vládu urychlit ovládnutí průmyslu (moc zaměstnanců nad továrnami byla legalizována dne 14. listopadujul./ 27. listopadu 1917greg.) — většina bolševických vůdců včetně samotného Lenina upřednostňovala pomalejší tempo a napřed spíše jen dohled nad vedoucími pracovníky než jejich nahrazení — na venkově Dekret o půdě legitimoval a urychlil pozemkovou reformu, jež byla ponechána v rukou obcí. Kromě této skutečnosti měla revoluce na ruské zemědělství jen malý okamžitý vliv. Rozdělování půdy však prohloubilo nedostatek, protože velkostatky byly hlavními dodavateli zemědělských produktů; pokusy o zlepšení zásobování měst cestou výměny potravin za vyráběné zboží tento problém nevyřešily a vláda musela vysílat ozbrojené jednotky na venkov, aby zvýšily tok jídla do měst, a zároveň snížila příděly, stejně jako to předtím dělala Prozatímní vláda. Zhoršení ekonomické situace navzdory zlepšení právního postavení (zákonný dohled nad průmyslem) vedlo k brzkému zklamání městského proletariátu. Hospodářská krize a vlastní ideologické preference vlády upřednostňovaly přijímání centralizačních a autoritářských opatření.
V prosinci selhala celostátní stávka úředníků a počátkem roku 1918 bolševici již ovládali veřejnou správu, která upřednostňovala konsolidaci vlády. Ihned po nástupu do úřadu se několik ministerských tajemníků tajně setkalo v bytě Sofie Paninové, bývalé náměstkyně ministra školství, jako jakási alternativní vláda, která se snažila oponovat opatřením Sovnarkomu, zabránit tomu, aby se veřejné prostředky dostaly do rukou bolševiků, a podporovat odpor úředníků. Na konci listopadu však byla většina členů bývalé vlády propuštěna z Petrohradu a krátce poté Sovnarkom rozpustil Výbor pro záchranu vlasti a revoluci.
2. prosincejul./ 15. prosince 1917greg. byla vytvořena Nejvyšší rada národního hospodářství, aby koordinovala hospodářskou činnost státu a znárodnila průmysl. 14. prosincejul./ 27. prosince 1917greg. byly znárodněny banky a následující den bylo zabaveno veškeré zlato v soukromých rukou a 23. prosince 1917jul./ 5. ledna 1918greg. vláda zakázala obchodování s akciemi a vyplácení dividend. O měsíc později, 28. lednajul./ 10. února 1918greg., vláda odmítla splácet státní dluh.

### Kořeny občanské války

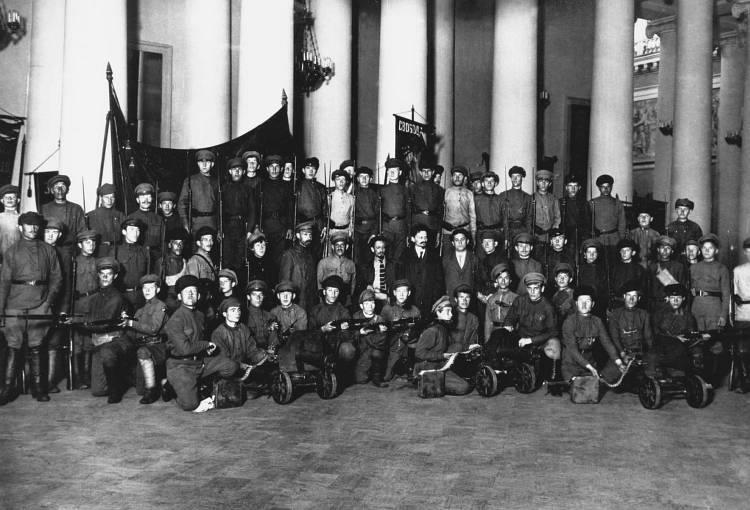
Trockij, Sverdlov, Zinovjev a další bolševici stráží Ustavodárné shromáždění, které bylo 19. ledna 1918 rozehnáno

Po převzetí moci Leninova vláda rychle zahájila represivní opatření, která hluboce poznamenala nové období. 27. říjnajul./ 9. listopadu 1917greg. Sovnarkom schválil svůj první zákon: cenzuru tisku, zdůvodněnou bojem proti nepřátelům revoluce. Jak vláda, tak revoluční vojenská komise používaly násilí proti oponentům a lidem podezřelým, že jimi jsou. Pokusy levých eserů a některých bolševiků ukončit represe byly odmítnuty, což vedlo k dočasnému odchodu levých eserů z vlády a k rezignaci čtyř bolševických komisařů.
Krátce po volbách do Ústavodárného shromáždění, v nichž bolševici získali velmi dobré výsledky v Petrohradě a Moskvě, ale celkově prohráli, se snažili zadržet některé z nejvýznamnějších oponentů a jejich kanceláře v hlavním městě byly zničeny. Dne 28. listopadujul./ 11. prosince 1917greg. vláda nařídila zatčení některých prominentních konstitučních demokratů, označených za „nepřátele lidu“, a strana byla zakázána. Nárůst represí, který neúspěšně kritizovali někteří členové Všeruského ústředního výkonného výboru, vedl k potřebě vytvořit pro tento účel specializovaný orgán: 6. prosincejul./ 19. prosince 1917greg. vláda a samotný Lenin pověřili Felixe Dzeržinského, aby připravil návrhy pro boj proti „sabotérům a kontrarevolucionářům“. V následující den vláda jeho návrhy schválila a založila Čeku (Mimořádnou komisi pro boj s kontrarevolucí a sabotáží), hlavní nástroj politického teroru a zárodek budoucí politické policie. K trestání zločinů považovaných za kontrarevoluční byly založeny revoluční tribunály, tvořené soudcem a šesti porotci zvolenými sověty.
Vztahy se spojeneckými mocnostmi byly od začátku špatné; spojenci neuznali novou vládu a byli rozhořčeni Leninovým odmítnutím platit ruský dluh. Koncem roku 1917 a počátkem roku 1918 došlo k menším diplomatickým sporům.
Počáteční opozice vůči nové vládě však byla neorganizovaná a neměla podporu lidových mas, které nejdříve podporovaly vládu Lenina. Různé instituce, které se postavily proti bolševické vládě, byly poraženy stejně jako pokusy o kontrarevoluci; oponenti vlády proto vkládali naděje do Ústavodárného shromáždění, jež by jim mohlo umožnit odstavit bolševiky od moci. Ti, i když opakovaně obhajovali jeho konání a odsoudili zpoždění schválená předchozí vládou, odmítli předat moc. Po jednom zasedání bylo shromáždění vládou rozpuštěno. To vedlo opozici k tomu, aby zvážila opuštění zákonných metod odporu vůči bolševické vládě a urychlilo první střety občanské války.